# Esteban Dušan
Esteban Uroš IV Dušan Nemanjić (en serbio: Стефан Урош IV Душан Немањић; c. 1308 o marzo de 1312 - Devol, 20 de diciembre de 1355), conocido como Dušan el Poderoso (en serbio: Душан Силни, romanizado: Dušan Silni), fue el penúltimo rey de Serbia de la Casa de Nemanjić. Ocupó el título de rey desde 1331 hasta 1346, y luego se convirtió en el primer emperador de Serbia, cuando fue coronado en la Pascua del 16 de abril de 1346, por el primer patriarca serbio, Juanicio II. Dušan gobernó el recién formado Imperio serbio durante más de nueve años hasta su muerte el 20 de diciembre de 1355. 
Era el primogénito de Esteban Uroš III Dečanski y Teodora Smilets. Durante su infancia, su padre se rebeló contra su abuelo, Esteban Uroš II Milutin, por lo que fue castigado y exiliado a Constantinopla, junto con toda su familia, posiblemente en 1314. Sin embargo, a fines de 1320 o a principios de 1321 su padre pudo regresar con su familia al Reino de Serbia. El joven Dušan permaneció en la corte de su abuelo hasta que este murió en octubre de 1321. Después de varios meses de lucha por el poder, Dečanski sucedió a su padre y fue coronado rey el 6 de enero de 1322, y al mismo tiempo coronó a Dušan como rey joven, el heredero al trono. Cuando cumplió los catorce años, probablemente en 1326, se le asignó la administración de la provincia de Zeta.
El rey joven también comandó el ejército serbio que derrotó al ban de Bosnia, Esteban II Kotromanić, en 1328 o 1329. Después de eso, participó en la batalla de Velbazhd, el 28 de julio de 1330, donde los serbios derrotaron a los búlgaros y mataron a su gobernante, Miguel Shishman. En esta batalla, Dušan demostró ser un guerrero y comandante brillante, y probablemente fue en ese momento donde se ganó la simpatía del ejército y de los nobles.
A principios de 1331, las relaciones con su padre, se volvieron tensas. El rey Dečanski, probablemente por persuasión de su segunda esposa, María Paleólogo, consideró declarar a su hijo, Simeón Uroš, como heredero en lugar de su primogénito. Con el apoyo de la nobleza, que quería mayores conquistas, Dušan se rebeló contra su padre y lo derrocó del poder en agosto de 1331, para luego mandar arrestarlo. Fue coronado el 8 de septiembre de 1331, en el castillo de Svrčin. Dušan se casó en 1332 con la princesa búlgara Helena, con la que tuvo un único hijo, Uroš, y algunas fuentes creen que también tuvo una hija.
Durante su reinado, se involucró en la primera guerra civil bizantina en el bando de Juan VI Cantacuceno, y a la vez comenzó a expandir sus posesiones, apoderándose de muchos territorios y ciudades. En el momento de estas conquistas, se proclamó emperador en Skopie, el 16 de abril de 1346; su título imperial era emperador de los serbios y los griegos (en griego: Βασιλέως και αυτοκράτορας Σερβίας και Ρωμανίας). Una segunda guerra civil tuvo lugar en Bizancio, durante la cual Dušan participó activamente y estaba aliado con Juan V Paleólogo, con lo que conquistaría los territorios de Epiro y Tesalia. Tuvo que detener sus conquistas debido a un ataque de Bosnia y avanzar con el ejército imperial hacia el oeste, llegando a la capital enemiga, Bobovac, pero un ataque repentino por parte de los bizantinos lo obligó a marcharse del país. También, entró en varios conflictos con los húngaros, de quienes capturó Moesia. Durante su vida, el Estado serbio se convirtió en la potencia militar más poderosa de los Balcanes.
En 1349, emitió un documento muy importante conocido como el «Código de Dušan», escrito en el idioma serbo-eslavo. Dušan murió en 1355 y el trono imperial fue heredado por su hijo, que sería coronado como Esteban Uroš V. Su corona imperial se encuentra actualmente en el monasterio de Cetiña, en Montenegro. El emperador también es conocido por haber construido el monasterio de los Santos Arcángeles cerca de Prizren, donde reposaría su cuerpo hasta 1927, cuando fue trasladado a la iglesia de san Marcos en Belgrado. También completó el monasterio de Visoki Dečani, fundado por su padre.
Dušan es considerado el gobernante medieval serbio más exitoso, así como uno de los gobernantes más destacados de la nación serbia. Fue valiente, audaz, ambicioso y perseverante en sus propósitos hasta el final, pero su temprana muerte a los 47 años puso fin a sus planes. En Serbia, tiene el estatus de héroe nacional y de jefe militar intrépido e inteligente. 

## Primeros años

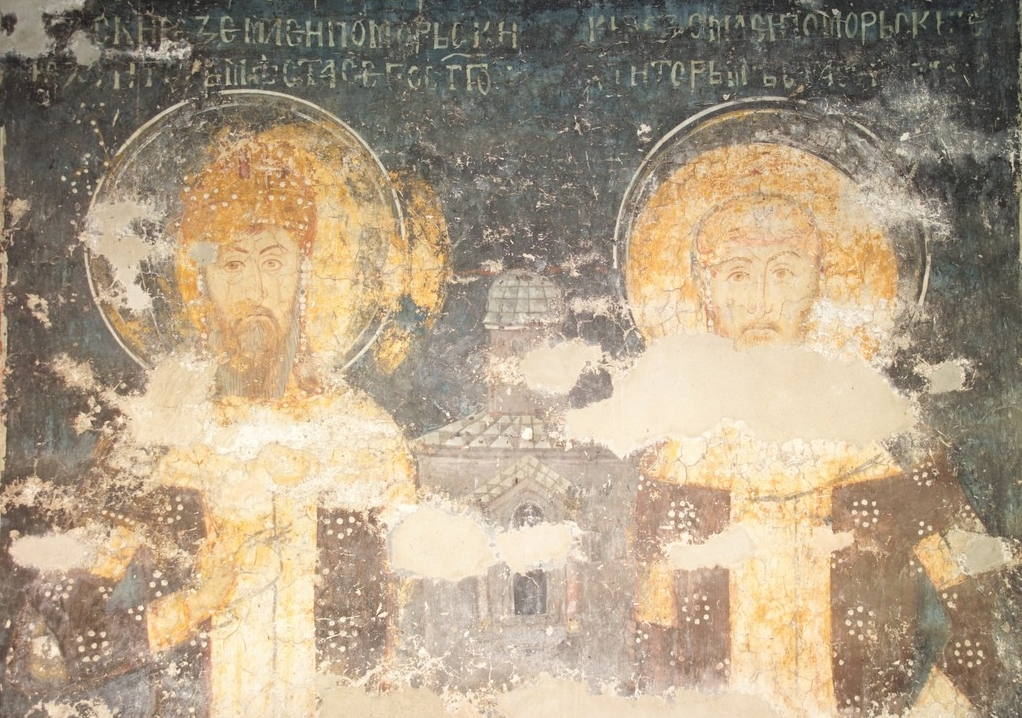
El joven Dušan junto a su padre Esteban Uroš III Dečanski, fresco del monasterio de Visoki Dečani, mediados del.

Dušan nació como el primer hijo del matrimonio del «rey joven» serbio Esteban Uroš III Dečanski y su consorte Teodora, hija de Smilets, zar de Bulgaria. Por lo general, se cree que Dušan nació alrededor de 1308. La fuente de esta idea proviene de un escrito del historiador bizantino Nicéforo Grégoras, quien afirma que Dušan tenía 22 años en el momento del derrocamiento de su padre en 1331. Contrariamente a esta fuente, existen varias fuentes serbias, Koporinjski y otras crónicas, con registros que afirman que Dušan nació en el año 6820 desde la creación del mundo, que es entre el 1 de septiembre de 1311 y el 31 de agosto de 1312, según nuestra forma de calcular el tiempo. Las cartas de las sesiones del Gran Consejo de Ragusa confirman indirectamente de que nació entre el 1 de septiembre de 1311 y el 31 de agosto de 1312, es decir, probablemente en los primeros meses de 1312. Según la biblioteca digital Gallica, nació en Escútari.
A fines de 1313, o en 1314, su padre se rebeló contra su abuelo, Esteban Uroš II Milutin, quien reprimió esta sublevación y ordenó que el rey joven fuera cegado en Skopie. En la Edad Media, existía la creencia de que un hombre ciego no podía dirigir un estado, por lo que esta mutilación se usaba a menudo para evitar que alguien llegara al poder. Después de ser medio cegado, Dečanski fue exiliado con su esposa y sus dos hijos, Dušan y Dušica, a la corte bizantina del suegro de Milutin, el emperador Andrónico II Paleólogo, en Constantinopla.
Después de cinco años en Constantinopla, el hermano menor de Dušan murió. El joven príncipe creció así en la capital bizantina, que en ese momento era el centro urbano y cultural más grande de Europa, donde recibió impresiones indelebles. Esas impresiones y la proximidad de la corte imperial podrían haber desencadenado en el niño fantasías sobre una corona imperial y un imperio, que el gobernante serbio trató de hacer realidad. La familia de Dečanski permaneció en el exilio durante siete años.
El propio Milutin solicitó por su hijo, y los representantes de la Iglesia ortodoxa apoyaron las cartas con solicitudes del exiliado para permitirle regresar. El rey permitió que regresara del exilio a Serbia a fines de 1320, o más probablemente a principios de 1321. Según Gregorio Tsamblak, después de regresar, Dečanski permaneció en Zeta y envió a su hijo con su abuelo. Dušan pudo haber sido una especie de rehén, que era una práctica común en la Edad Media, pero de acuerdo con Ferjančić y Ćirković, es posible que simplemente estuviera en la corte para «prepararlo para su vida posterior, como se hacía con los hijos de los nobles». Después de la muerte de Milutin, el 29 de octubre de 1321, se inició un conflicto por el trono entre sus herederos, pero Dečanski, quien contó con la ayuda de la iglesia y el arzobispo Danilo de Pomorje, consiguió prevalecer y fue coronado rey el 6 de enero de 1322, de la mano del arzobispo Nicodemo I de Serbia, y al mismo tiempo coronó a su hijo Dušan como rey joven.

## Rey joven
Después de la coronación, la madre de Dušan murió y se le sepultó en el monasterio de Banjska, fundado por el rey Milutin. Su padre inició negociaciones para casarse con una hija del príncipe Felipe de Tarento en 1323, pero no llegó a realizarse porque Dečanski no quiso aceptar el catolicismo y la primacía papal. Como «rey joven», que gobernaba sobre las provincias Zeta y Zahumlia, Dušan aparece en las fuentes escritas por primera vez en abril de 1326, y parece que recibió la administración de esos territorios a fines de marzo, o en abril de 1326, es decir, tenía catorce años en ese entonces. Cuando se le dio la administración de esas provincias, se le entrenó para gobernar y comandar ejércitos en las batallas. Tenía una corte «bajo Escútari a orillas del río Drin». Posteriormente, este lugar se denominaría corte imperial (corte del imperador). La administración de su dominio probablemente fue ejercida por servidores de confianza su padre, quien los mando a su corte. Sabe poco sobre los servicios que desempeñaron el vaivoda Mladen, el vaivoda Vojin y el čelnik Đuraš Ilijić, quienes son mencionados en la corte del rey joven. Los reyes jóvenes emitían cartas sobre las posesiones en sus territorios, como lo demuestra el contenido de dos cartas remitidas al monasterio de Vranjina, ubicada en una isla en el lago Skadar. Lo mismo puede ser confirmado por una inscripción «... rey joven» en el sello de una carta que Dušan emitió a Ragusa, fiel como un rey, pero la autenticó con su sello dado que en ese momento era un rey joven.
Se pueden distinguir tres provincias en el territorio del rey joven. El principal era «Zeta con sus ciudades», que era bastante urbanizada y estaba conformada por las ciudades de Kotor, Budva, Ulcinj, Bar y Escútari. Dušan gobernaba las ciudades de la costa, pero indirectamente, porque a la cabeza de cada ciudad estaban los kniaz, quienes eran escogidos por el propio gobernante y les otorgaba cierta autonomía. En el centro de Zeta, en los valles del río Morača, se encontraba la fortaleza de Medun y el asentamiento comercial de Podgorica. El poder de Dušan también era indirecto sobre los pastores valacos y albaneses, que se asentaron en el área sobre el lago Skadar y las montañas cercanas a Metojia. La segunda provincia bajo su gobierno era Travunia con su capital en Trebinje, y la tercera provincia era Zahumlia (o Hum).

### Ataques de Bosnia y Ragusa
Después de la muerte de Milutin, la familia Branivojević se rebeló contra el nuevo soberano, que gobernaba el área de Ston, Pelješac y la desembocadura del Neretva, pero en la primavera de 1326 Ragusa y el ban de Bosnia, Esteban II Kotromanić, emprendieron la guerra contra los Branivojević. En abril de 1326, los barcos raguseos atacaron a los cuatro hermanos Branivojević, y desde el 10 de abril, Brajko Branivojević, fue capturado con su esposa. Brajko fue asesinado más tarde en un calabozo.
Durante el ataque de los aliados en la parte suroeste de Zahumlia, Dušan aparece en las fuentes escritas como rey joven. En Ragusa, el 17 de abril de 1326, el Gran Consejo de la ciudad discutió una carta en la que Dušan pedía detener los ataques contra «su hombre», uno de los Branivojević. Los raguseos sabían que los Branivojević eran renegados del gobierno central en el Reino de Serbia y no prestaron mucha atención a la carta. El 25 de abril, Dušan, junto con Mladen y Vojin, llegaron a la frontera con Ragusa y negociaron con sus embajadores, quienes lo invitaron a visitar la ciudad, pero no estuvieron de acuerdo en liberar a Brajko. En ese momento de malentendidos y desconfianza, Dušan no pudo aceptar la invitación para visitar esa ciudad. Además del rey joven y el vaivoda Vojin, Esteban II también exigió que los raguseos liberaran a Vojislava, esposa de Brajko e hija del vaivoda. Debido a esas demandas, el Gran Consejo decidió liberarla y devolverla con su padre el 30 de abril de 1326.
La guerra de los raguseos contra los «hijos de Branivoje y sus hombres» en Ston y en Pelješac todavía continuaba alrededor del 10 de mayo de 1326. Dos de los hermanos Branivojević murieron en un conflicto con el ejército enviado por Esteban II contra ellos. El último Branivojević libre, Branoje, tuvo que retirarse al este de Zahumlia en junio de 1326. En julio, huyó a la corte de Dečanski en Kotor, pero los raguseos sobornaron a los hombres del rey y Branoje fue encarcelado, y más tarde, en octubre o principios de noviembre de 1326, sería asesinado. A mediados de 1326, el ban de Bosnia arrebató a Serbia la parte suroeste de Zahumlia con la ciudad comercial de Drijeva, en la desembocadura del Neretva. Al mismo tiempo, Ragusa se apoderó de Ston y se inició la «guerra de Ston» (en la actual península de Pelješac) por su dominio.
La apropiación del territorio de los Branivojević, es decir, del Reino de Serbia, condujo a sus guerras defensivas contra Bosnia y Ragusa. Desde mediados de julio de 1326, hasta febrero de 1327, los raguseos trataron de convencer a Dečanski de que cedieran permanentemente Ston y Pelješac. En febrero y marzo de 1327, la ciudad dálmata restringió la exportación de bienes a Serbia y el rey introdujo algunas contramedidas contra los comerciantes raguseos. En abril de 1327, el Gran Consejo llamó a toda sus ciudadanos a abandonar el Reino de Serbia y prohibió el comercio con él. En septiembre u octubre de 1327, comenzó una guerra menos conocida que duró un año. Los kotoranos participaron en la guerra como súbditos de Serbia, quienes en octubre de 1327 eligieron comandantes de guerra. El ejército del rey liberó Ston y Pelješac, que fueron ocupados a mediados de 1326. Después de la conclusión de paz, el ganado raguseo, que había sido robado del área alrededor de Pelješac, fue devuelto en octubre de 1328. Después de la conclusión de la paz, el rey acordó pagar dos mil quinientos perpers a Ragusa como compensación por los daños causado en la guerra.
El conflicto serbio contra los bosnios consiguió victorias temporales para los primeros. Según un registro, el «rey joven» Dušan se opuso con éxito a las tropas de los «babuinos paganos e impíos» del ban en 1328 o 1329, y que penetró en el monasterio de san Nicolás en Banja (en el bajo Lim). No está claro si se menciona el mismo u otro conflicto en una carta de Esteban II, en la que está escrito que sobrevivió a duras penas a una batalla contra «Rascia» —o Serbia—, y dos de sus caballos murieron mientras estaba combatiendo. Esta es la primera información sobre la participación directa de Dušan en la guerra. Los cambios territoriales en la guerra de 1327-1330 no están claros. La región de Nevesinje probablemente cayó bajo el dominio serbio. Esto se puede ver en la posición del noble Poznan Purćić, que llegó a Ragusa en 1327 como representante del ban de Bosnia, y ya en 1330 fue mencionado entre las personas a las que defendió el «rey joven».

### Batalla de Velbazhd

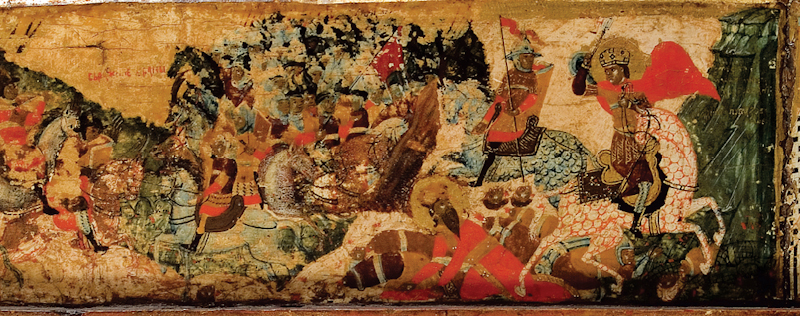
Batalla de Velbazhd, el joven Dušan asesina al zar Miguel Shishman, fresco de Visoki Dečani.

Para los serbios, las batallas en el sureste eran más importantes. Desde 1328, el emperador bizantino Andrónico III Paleólogo intentó detener los ataques de Dečanski en Macedonia. El rey sitió Ohrid en 1330, pero sin éxito. Andrónico III formó una alianza con el zar Miguel Shishman de Bulgaria contra los serbios. Antes de que los bizantinos se aliaran con los búlgaros, hubo un gran conflicto entre los serbios y los búlgaros cerca de Velbazhd el 28 de julio de 1330, donde ambos ejércitos disponían de casi quince mil soldados. El zar tenía tártaros y valacos como destacamentos auxiliares, y los monarcas serbios también tenían mercenarios catalanes, algunos de los cuales ni siquiera llegaron a tiempo. A partir de los escritos de Danilo, de Tsamblak y Juan VI Cantacuceno, se cree que el rey joven lideró el ataque principal con los mercenarios y los mejores combatientes serbios contra los búlgaros. Los guerreros serbios hirieron y capturaron al zar, y según los escritos de Tsamblak y del propio Dušan, en el discurso que escribió en su Código, cortó la cabeza de Shishman. La victoria no solo eliminó el peligro, sino que también demostró que el Reino de Serbia era el estado más poderoso de los Balcanes. El propio Andrónico III no quiso continuar con su ataque y se retiró, y Dečanski entró en Bulgaria y nombró a Iván Esteban, hijo del fallecido zar y su primera esposa Ana Neda, hermana del rey, como sucesor.

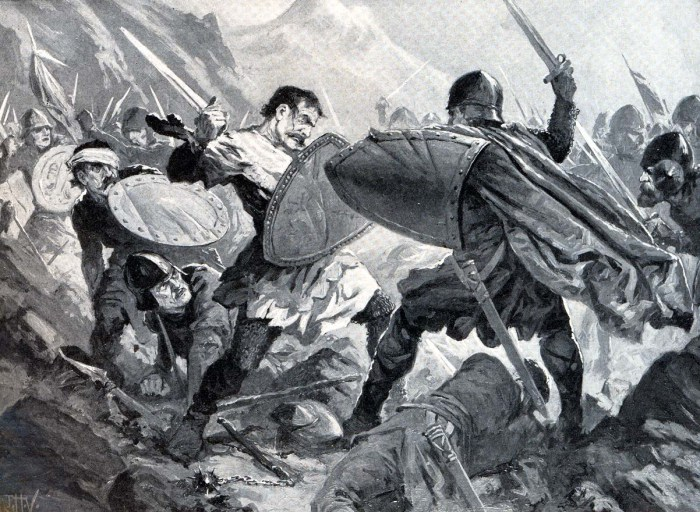
Batalla de Velbazhd, muerte del zar Miguel Shishman, obra de John Harris Valda.

### Conflicto con Dečanski
En el otoño de 1330, Dečanski fue elogiado por los raguseos porque derrotó al zar de Bulgaria. Sin embargo, después de la batalla, el rey parece haberse dedicado principalmente a la construcción del monasterio de Visoki Dečani a partir de 1330. Después de la victoria en Velbazhd, la paz en Serbia duró aproximadamente medio año y Dečanski no mostró ningún deseo de conquistar los territorios de la vencida Bulgaria. Un contemporáneo, pero extranjero, Nicéforo Grégoras, escribió que el rey joven tenía veintidós años en el momento de la rebelión en 1331 y que sus camaradas, nobles y comandantes militares lo persuadieron de sublevarse porque el rey se casó con una princesa bizantina y comenzó a tener hijos con ella, y eso infundió temor en Dušan para heredar el trono. Mavro Orbini hizo eco de una opinión similar: 

Lo instaron día y noche de tomar el reino de su padre, que no podía gobernar a causa de su vejez, quien deseaba asegurárselo a su hermano Siniša, que su padre había tenido con su otra esposa.

En cierto modo, Orbini estaba tratando de culpar a Dečanski porque tuvo un hijo, Siniša, con María Paleólogo, a quien comenzó a preparar para el heredar el trono por persuasión de su esposo, mientras que de pronto se volvió frío con Dušan. Una versión similar fue presentada anteriormente por Nicéforo Grégoras. Sin embargo, esto debe cogerse con pinzas, ya que el principal impulsor de la caída de Dečanski no fue Dušan, sino la nobleza insatisfecha con el comportamiento del rey, que después de la victoria en Velbazhd, no aprovechó la situación y tampoco permitió que sus nobles obtuvieran nuevos territorios y botín en Bulgaria.
No está claro si el pedido del rey Dečanski a Ragusa para que le diera seis galeras, que llegó en noviembre de 1330 y no se cumplió, tuvo algo que ver con el conflicto entre los monarcas serbios, que se hizo visible en enero de 1331. Probablemente a finales de ese mes, llegaron noticias a la ciudad sobre algún tipo de disputa o conflicto entre los reyes. Los raguseos decidieron escribir a ambos reyes a principios de febrero de 1331, diciendo que lamentaban que hubiera habido un conflicto entre padre e hijo y que esperaban la restauración de paz, y expresaron su deseo de que no dañaran a sus comerciantes y sus propiedades. El ejército de Dečanski invadió el área de Escútari contra Dušan entre febrero y abril de 1331. El rey joven se trasladó al otro lado del río Bojana y evitó una batalla abierta, y luego se reunió con su padre y se reconcilió con este en abril de 1331.

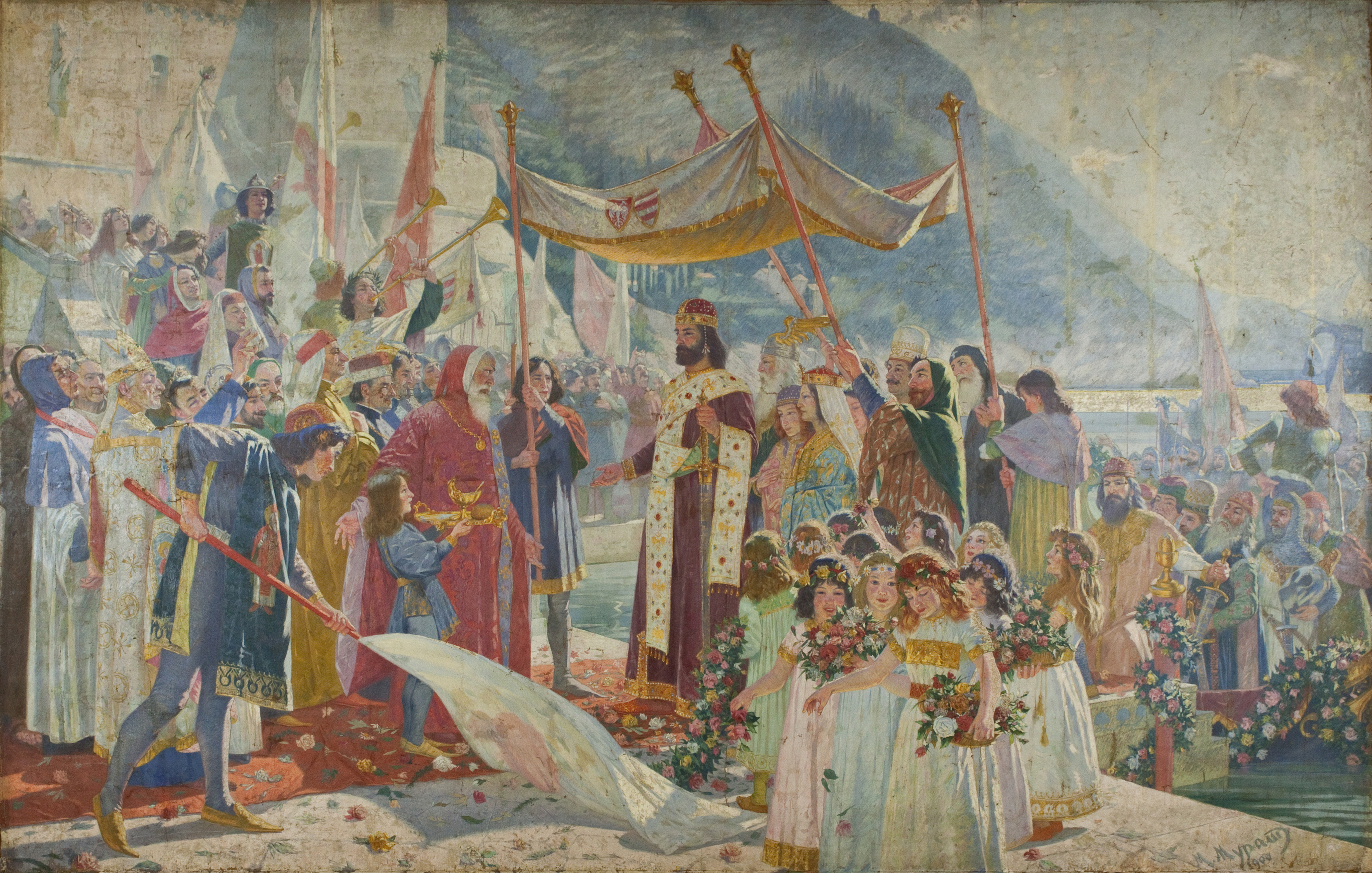
«Visita del emperador Dušan a Ragusa», obra de Marko Murat, 1900.

Alrededor del 7 de mayo de 1331, los raguseos volvieron a escribir una carta a Dušan, que entonces se encontraba en la zona de Trebinje, para que viniera a visitar su ciudad. Llegó a este lugar a mediados de mayo de 1331, con su séquito y guardias, y lo recibieron como a un gran invitado, pero también se discutió el pago y la devolución de las propiedades robadas a los serbios y los raguseos. A principios de agosto de 1331, los raguseos escribieron a Dušan y le exigieron que pagara las deudas prometidas por las telas robadas cerca de Sveti Srđ, o que se quejarían a su padre, pero este hizo caso omiso a estas amenazas, y esta fue la última vez que se mencionó que estaba bajo el gobierno de su padre.
La reconciliación entre padre e hijo en agosto de 1331 ya no pudo tener lugar. Dušan fue invitado a presentarse en la corte del rey, pero según el discípulo de Danilo, tenía miedo de este y, persuadido por sus nobles, decidió atacar repentinamente a su padre con su ejército. Antes de tomar la decisión de partir contra su padre, Dušan pensó en dejar Serbia y a su padre. Según lo que está escrito en la antología de Danilo, convocó a sus allegados: «Huyamos de él a naciones extranjeras para no morir prematuramente», pero rechazaron ese llamado. Estos respondieron: «Es mejor para nosotros morir en la tierra de nuestros padres que hallarnos en una tierra extranjera como prisioneros o forasteros, y si no nos escuchais, nosotros, que hemos crecido con tus padres, os dejaremos con gran dolor y desprecio».
Ivan Jastrebov escribe que Dušan, mientras vivía en Escútari, no tenía palacios especiales, pero su residencia de verano, que su padre una vez demolió como castigo por su comportamiento de espíritu libre, no era particularmente espléndida. Esa residencia estaba en la orilla del río Drin entre Danja y el pueblo de Bušata, cerca de otro llamado Kosmač. Los pastores de Bušata también se dirigieron allí más tarde, y la residencia se construyó con guijarros del río Drin.

## Rey de Serbia

### El ataque de Dušan a Nerodimlje
Animado por sus nobles, el rey joven decidió convertirse en jefe de la rebelión contra su padre. A finales de agosto de 1331, los rebeldes llegaron rápidamente desde Escútari a la zona de Lipljan, donde estaba la corte de Nerodimlje. Cerca estaba la fortaleza de Petrič, que servía como refugio en caso de peligro y el rey logró escapar a la fortaleza, pero su segunda esposa y sus hijos fueron capturados por el rey joven. Probablemente ese mismo día, Dušan también marchó sobre Petrič, y Dečanski vio que tenía que rendirse. El discípulo de Danilo escribió que el rey capturado fue llevado con su esposa a la fortaleza de Zvečan, en el norte de Kosovo Polje, y que se suponía que debía ser custodiado en aquel lugar hasta que se reconciliara con su hijo.

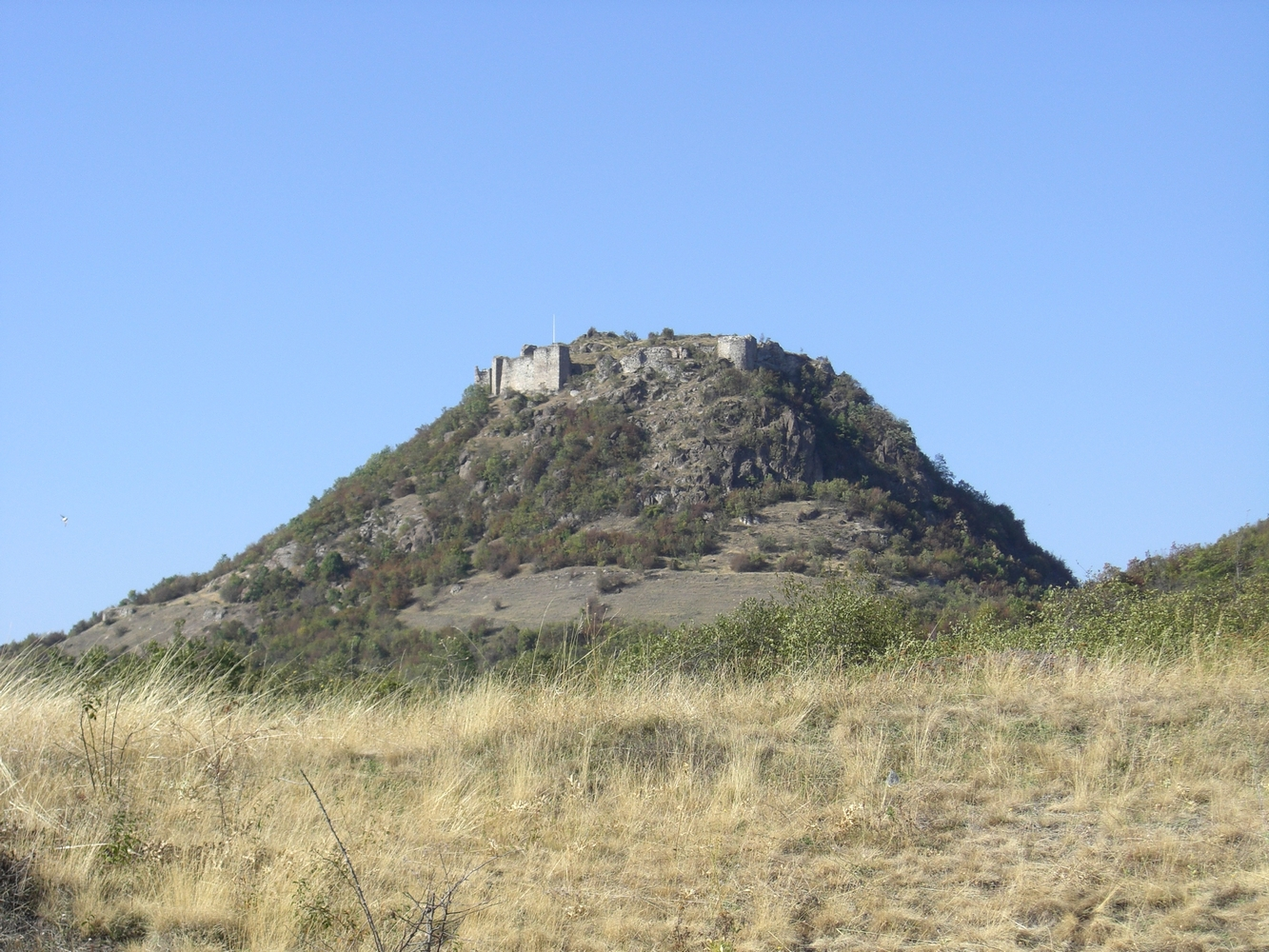
Fortaleza de Zvečan, donde Dušan encarceló a su padre después del asedio de Nerodimlje en 1331.

### Coronación de Dušan como rey
Después de eso, los preparativos para la coronación de Dušan comenzaron sin mayores problemas, por lo que no hubo resistencia en el país. Dečanski claramente no era un favorito y su caída no causó sorpresas. Dušan envió «mensajeros a todos los territorios de su país, y cuando los poderosos lo oyeron, todos se inclinaron ante él; y así todos los territorios de su patria se le sometieron». Los mensajeros que trajeron la noticia del cambio de gobernante en el Reino de Serbia también llegaron a Ragusa, donde se tomó la decisión de escribir una carta al nuevo rey y felicitarlo por asumir el poder supremo el 3 de septiembre de 1331. La suposición se basa en la velocidad habitual del jinete en la Edad Media de 50 a 60 kilómetros por día. Teniendo en cuenta el papel de la Iglesia y del propio arzobispo Danilo II en el país y al llevar a Dečanski al trono real, Dušan le pidió al arzobispo que viniera y lo coronara rey. Danilo II aceptó con calma este cambio en el trono y coronó solemnemente a Esteban Uroš IV Dušan como rey de todas las tierras serbias y marítimas en el concilio del castillo de Svrčin, al sur de Lipljan, en la iglesia de la corte el 8 de septiembre de 1331.

«Y entonces mandó que se reuniera una asamblea por el Dios de su paternidad. Y cuando este reverendo vino con su congregación dada por Dios, obispos y abades, y con todo el clero de la iglesia, y cuando toda la asamblea de la tierra serbia estaba reunida en su corte imperial Svrčin, y cuando era la gloriosa fiesta de la Natividad de la Santísima Virgen María, y por la tarde hacían elogios de alabanza, como en alabanza de una fiesta gloriosa, y otra vez de pie también por la noche, y por la mañana, el domingo, hacían todo de acuerdo con la constitución legal en el iglesia del santo Precursor, y el santísimo arzobispo Ciro Danilo hizo una oración, y tomando la corona imperial en sus manos, y la colocó sobre su cabeza solemne, diciendo: Tú pusiste sobre su cabeza una corona de piedras preciosas, y él rogó de ti para toda la vida y le diste extensión de días por los siglos de los siglos».

Más de un mes después de la coronación de Dušan, el exrey Dečanski murió el 11 de noviembre de 1331. «Y su cuerpo fue trasladado..., y lo pusieron en su monasterio hecho a mano... Dečani». Según el discípulo de Danilo, el encarcelado rey murió repentinamente y no está escrito si sucedió por una muerte no violenta o si fue asesinado, pero otras fuentes como Nicéforo Grégoras afirman que Dušan no pudo evitar a los poderoso nobles de ahogar al depuesto rey, o que ordenó personalmente que Dečanski se ahogara.

### Matrimonio y rebelión en Zeta

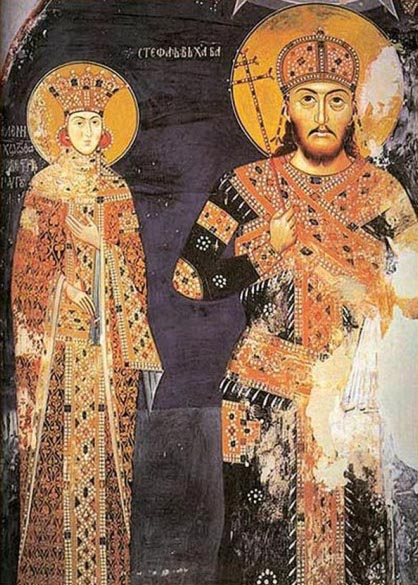
Dušan y su consorte Helena de Bulgaria, monasterio de Lesnovo,.

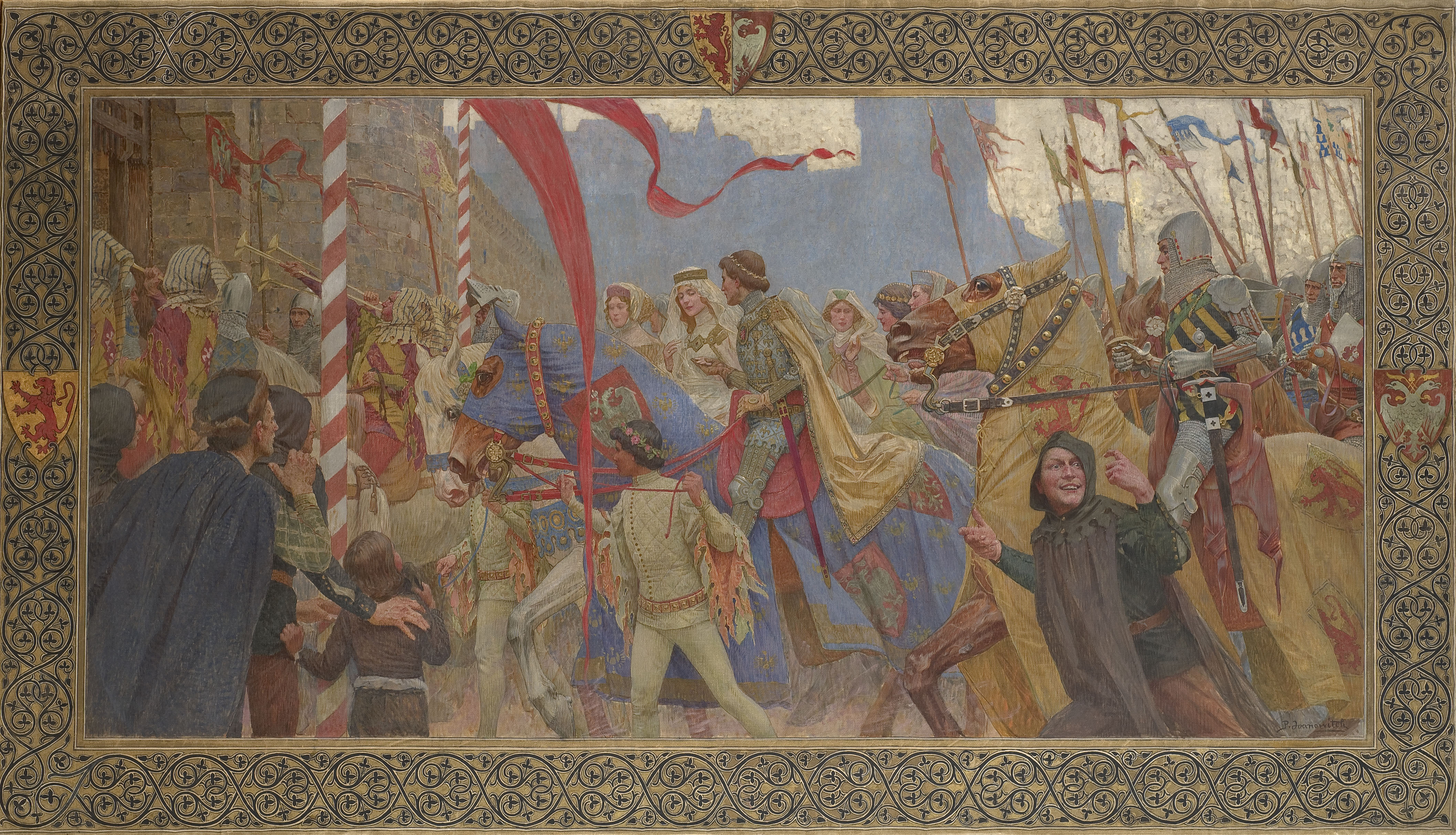
"Matrimonio del emperador Dušan", obra de Paja Jovanović.

Después de la batalla de Velbazhd, Dečanski colocó a su hermana Ana y a su hijo Iván Esteban en el trono de Bulgaria, pero ya en la primavera de 1331, la nobleza búlgara se rebeló y colocó en el trono a Iván Alejandro. En el momento del golpe de Estado, también hubo el primer conflicto entre Dušan y su padre, y la lucha entre los reyes serbios pudo haber impedido que intervinieran en la situación interna de Bulgaria y defendiera los derechos de su pariente. Iván Alejandro quería la paz con Serbia por al menos dos razones. Primero, pudo hacer la guerra contra los bizantinos sin obstáculos y recuperar el poder sobre los territorios recientemente perdidos. En segundo lugar, los búlgaros sufrieron una dura derrota contra Serbia en 1330 y probablemente no querían que eso volviera a suceder. Dušan también quería mantener buenas relaciones con su vecino y acordó casarse con la hermana del nuevo zar, Helena, en 1332. En Ragusa, el 7 de marzo de 1332, se tomó la decisión de enviar una embajada para asistir a la boda del rey.
En abril de 1332, en Zeta y el norte de Albania, hubo una rebelión contra el nuevo rey, y los cabecillas de la rebelión fueron el duque Bogoje y el señor Dimitrije Suma. El motivo de la rebelión no está claro, pero pudo haber ocurrido debido a la decisión de su gobernante de emparentar con los búlgaros en 1332, o porque Bogoje y los nobles cercanos a este no estaban satisfechos con la recompensa por su ayuda que le proporcionaron a Dušan cuando llegó al poder en 1331. La rebelión fue sofocada rápidamente. Después de eso, en el verano, probablemente el 30 de julio de 1332, se llevó a cabo la boda del rey y la princesa Helena.

### Cesión de Ston
Los raguseos tuvieron que devolver Pelješac y Ston a Dečanski y esperar al ascenso de Dušan para reanudar las negociaciones sobre la compra de la península de Pelješac y la ciudad. El nuevo rey mostró más interés en Macedonia que en los territorios occidentales de Serbia. El 22 de enero de 1333, emitió una carta en Polog, en la que cedía la costa de la isla de Posrednica en la desembocadura del Neretva, Ston y Pelješac a Ragusa, con la obligación de pagar quinientos perpers anuales por los «ingresos de Ston», más ocho mil perpers que se suponía debían ser una especie de «regalo» para Dušan, mientras que los raguseos se comprometieron a permitir la libertad religiosa a la población ortodoxa de los territorios recibidos. Los raguseos acordaron pagar quinientos perpers anuales al ban de Bosnia, que emitió una carta el 15 de febrero de 1333, en la cual confirmaba el derecho de Ragusa sobre Ston, y después de recibir la carta, enviaron un príncipe como administrador de la nueva propiedad y empezaron a construir el muro protector que separaba Ston y Pelješac del resto de Zahumlia. El pago de quinientos perpers anuales al gobernante serbio por Ston y Pelješac muestra que era un feudo que fue cedido condicionalmente a Ragusa, y no estaba completamente separado de Serbia. Además, poco después de mayo de 1334, una nueva carta de Dušan subrayaba que en Ston, en el obispado fundado por san Sava, «debería quedarse un sacerdote serbio para cantar,... cómo nos lo ordenó el reino», La segunda carta sobre la cesión confirmó la entrega de la ciudad y la península a los raguseos, pero no se mencionó la costa desde Ragusa hasta Ston y Posrednjice. Sobre la orden de Dušan de que un sacerdote ortodoxo debía permanecer en Ston, parece ser que los católicos intolerantes de la ciudad dálmata intentaron expulsar a los prelados ortodoxos en 1333 o 1334. Estos mandaron sacerdotes católicos a la ciudad, y en 1349 también enviaron franciscanos a la zona para convertir a la población ortodoxa en católica.

### Primeras conquistas

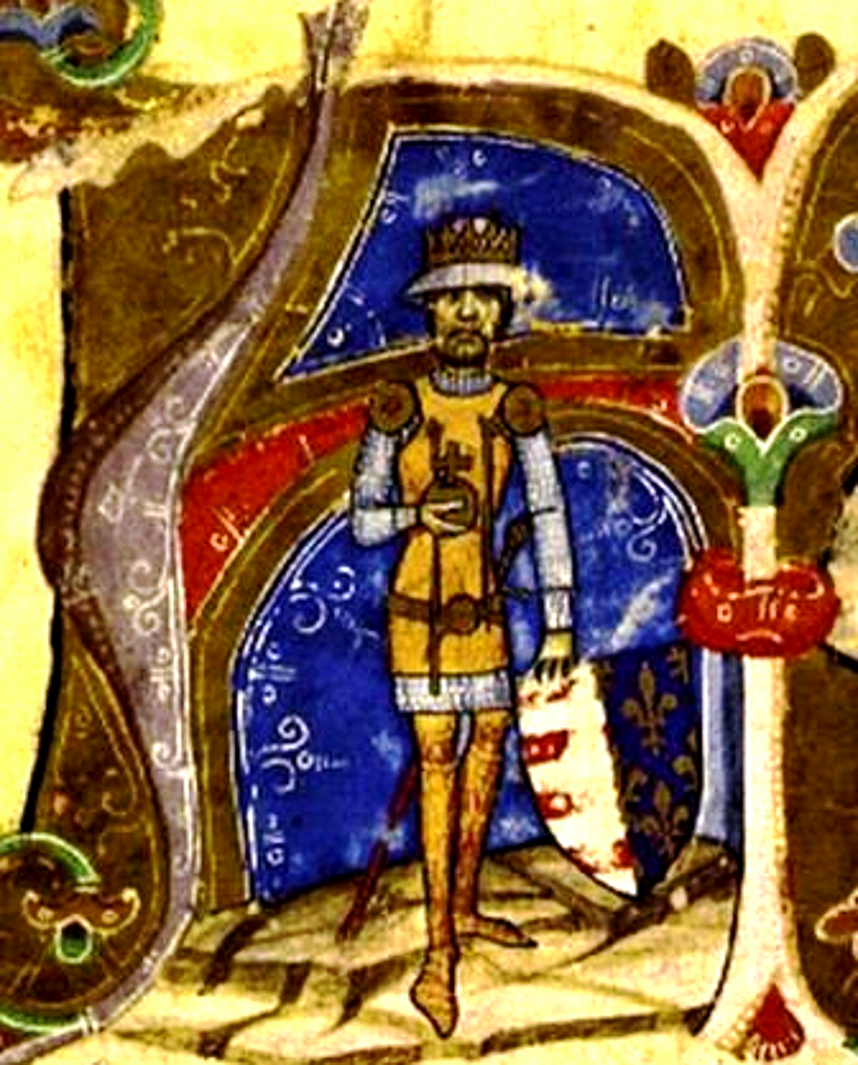
Carlos I de Hungría, monarca con quien Dušan estuvo en guerra.

A pesar de la rebelión en Zeta y la boda, Dušan comenzó sus conquistas en el sur en 1332, y Strumica fue probablemente una de las primeras ciudades que conquistó. Para realizar sus ataques, el rey encontró aliados entre los propios bizantinos. Sirgiano Paleólogo, aristócrata bizantino que tenía influencia en el imperio, se unió a Dušan a finales de 1333. Con su llegada, pudo emprender conquistas más amplias en Macedonia. Con el ejército serbio, Sirgiano logró capturar la ciudad de Kastoriá, y ofreció privilegios y regalos a muchas ciudades bizantinas si se le unían. El propio Dušan capturó en Macedonia las importantes ciudades de Prilep y Ohrid, independientemente de Sirgiano. Juntos querían atacar Tesalónica, pero el emperador Andrónico III vio la gravedad de la situación y se dirigió personalmente a la ciudad, donde el comandante Esfrantzes Paleólogo se ofreció a capturar al desertor. Esfrantzes se hizo pasar por un desertor para tener la oportunidad de capturarlo, pero cambió de opinión y lo asesinó en agosto de 1334.
La muerte de Sirgiano interrumpió los planes posteriores de Dušan, además, ambos soberanos necesitaban la paz, ya que Dušan tuvo que detener sus conquistas debido a la invasión de los húngaros desde el norte, mientras que el emperador bizantino tuvo que dedicarse a la restauración del imperio en el territorio de la Grecia continental. Así, se reunieron en el río Galikós, cerca de Tesalónica, el 26 de agosto de 1334, e hicieron las paces, y según el acuerdo, Dušan devolvió algunas ciudades, pero mantuvo Prilep, Ohrid, las dos ciudades conquistadas más importantes, así como Strumica y algunas pequeñas posesiones.
El rey Carlos I de Hungría aprovechó la distracción de los serbios para atacar el reino desde el norte y llegó hasta Žiča. Cuando Dušan se enteró del ataque húngaro, hizo las paces con Bizancio y marchó con su ejército hacia el norte, pero los húngaros no querían encontrarse con el cuerpo principal del ejército serbio dirigido por el propio rey y se retiraron a través del río Sava. Según la descripción del discípulo de Danilo:

Cuando [los húngaros] escucharon la verdad de que el señor rey [Dušan] se acercaba y que iba a luchar contra ellos, todos se dieron la vuelta a la vez... y comenzaron a huir... Y cuando llegaron al río llamado Sava, no había nadie allí tampoco preparado [con transportes], para que pudieran cruzar tal río, sin saber todavía dónde podían nadar, comenzaron a entrar juntos. Y el señor levantó su mano contra ellos..., y el agua los ahogó, y pocos de ellos se salvaron de una muerte tan furibunda.
Discípulo de Danilo

Probablemente entre principios de noviembre de 1334 y finales de enero de 1335, el ejército húngaro perdió muchos soldados al cruzar el Sava, y ni siquiera se produjo un verdadero enfrentamiento militar con el ejército serbio, y parece que Dušan mantuvo el territorio al sur hasta los ríos Sava y Danubio, con Belgrado. Además de los soldados nativos serbios, los mercenarios extranjeros eran importantes en el ejército del rey. Es interesante que tuviera un destacamento especial de varios cientos de mercenarios alemanes cuyo comandante era un caballero llamado Palman desde 1336 hasta el final de la vida de Dušan.

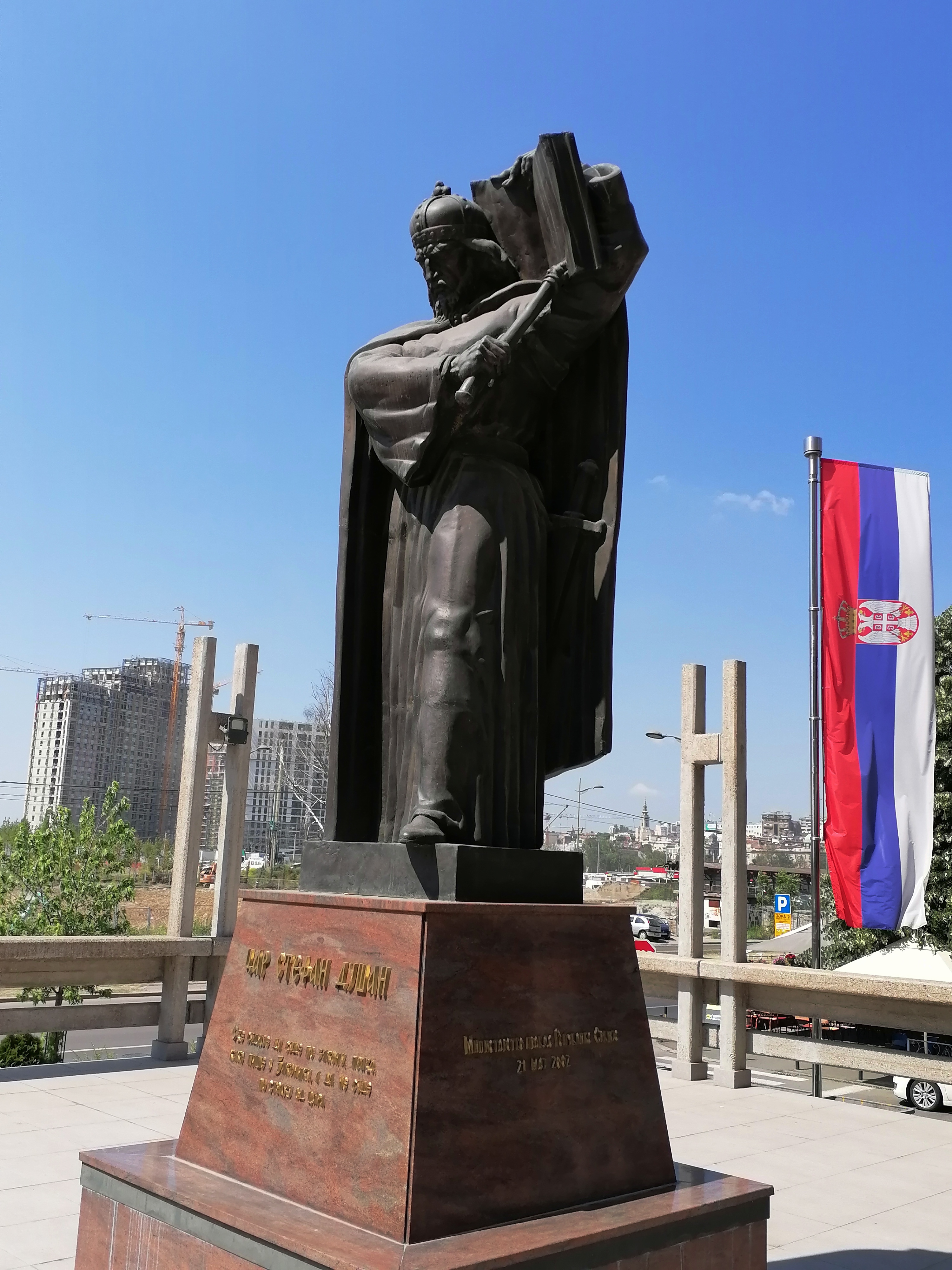
Monumento a Dušan en Belgrado.

En Radoviš en 1336, el rey tuvo una segunda y más larga reunión con el emperador bizantino, pero se sabe poco sobre lo que discutieron durante la reunión que duró siete días. Después de esto, murió el arzobispo serbio Danilo II el 19 de diciembre de 1337 y fue sucedido por Juanicio el 3 de enero de 1338, que anteriormente había ocupado el cargo secular de logoteta.
Después de hacer las paces con Andrónico III, Dušan detuvo sus conquistas en el sur y el peligro en el norte duró varios años, incluso después de la derrota húngara en 1334-1335. Durante el ataque a los serbios, el rey húngaro estaba al sur del Sava en la región de Valjevo, y allí emitió una carta en septiembre de 1338. En ese momento, en la carta del papa Benedicto XII que envió al rey Carlos, escribió que este estaba en constante en guerra con los «paganos y cismáticos», que eran nombres despectivos utilizado por los papas y católicos intolerantes para los serbios ortodoxos. En esas batallas que tuvieron lugar en 1338 y nuevamente en 1345, los húngaros probablemente lograron tomar solo una estrecha franja al sur del Sava y el Danubio con las ciudades de Mačva, Belgrado y Golubac.

### Alianza con Cantacuceno
A partir de 1341, estalló una nueva guerra civil bizantina, lo que dio a Dušan la oportunidad de renovar su política de conquista. El emperador Andrónico III murió el 15 de junio de 1341, y su heredero legal era Juan V Paleólogo, que tenía nueve años. Juan Cantacuceno, gran doméstico del imperio, pensó que se convertiría en regente, pero se le adelanto la emperatriz viuda, Ana de Saboya, y sus partidarios, Alejo Apocauco y el patriarca Juan Calecas. Desde la capital bizantina, Cantacuceno se dirigió a Demótica, en Tracia, donde se reunieron sus partidarios, y en ese lugar se proclamó emperador el 26 de octubre de 1341, con lo que se reanudaría la guerra civil. Según Cantacuceno, después de la muerte de Andrónico III, Dušan renovó sus ataques contra la ciudad de Édessa, en Macedonia. En ese mismo año, se registró que los serbios compraron armas en Venecia y que la ciudad permitió a trescientos mercenarios pasar libremente por su territorio y llegar a los dominios serbios.
La guerra civil comenzó en Tracia, pero rápidamente se extendió a las zonas de Macedonia y Tesalónica, que también fue conquistada por el Reino de Serbia. Después de su estancia en Demótica, Cantacuceno se dispuso a expandir sus posesiones en la primavera de 1342. Mientras negociaba con el magnate serbio Hrelja, que antes de junio de 1341 había reconocido la autoridad del emperador Andrónico III y que gobernaba un área a lo largo del río Estrimón hasta su confluencia cerca de Cristópolis, antigua Eyón, logró arrebatarle la ciudad de Mélnik. Sin embargo, después de las negociaciones, el serbio se puso del bando del emperador rival, cuando este intentó entrar en Tesalónica, la segunda ciudad más grande e importante del imperio, pero en la primavera de 1342, un grupo de zelotes que estaban en su contra, tomaron el poder en la ciudad. Cantacuceno vio que estaba perdiendo apoyo en el territorio de Macedonia y Tracia.
En junio de 1342, Cantacuceno y sus dos mil seguidores partieron hacia Serbia. Habiendo llegado a Serbia por el río Vardar, cerca de Veles, el emperador se reunió con Jovan Oliver, uno de los nobles más poderosos del reino, con quien tenía buenas relaciones desde los encuentros de Andrónico III con Dušan. Oliver lo llevó a Pauna, cerca de Pristina, y allí se reunieron con el rey. Después de eso, acordaron una alianza militar. El testimonio del transcurso de las negociaciones lo plasmo el propio Cantacuceno en sus memorias y Nicéforo Grégoras, y según este último, se acordó que cada uno de los aliados se quedaría con aquellas ciudades que conquistaran en los próximos años.
Dušan envió a Jovan Oliver y parte de su ejército con el emperador para conquistar la ciudad de Serres, pero hubo un brote de enfermedad y muchos soldados y sus comandantes murieron, y el resto se retiró a Serbia. Después del ataque fallido a esta ciudad, Cantacuceno no consiguió dirigirse a Demótica porque su enemigo, el megaduque Alejo Apocauco, bloqueaba su paso. Después de eso, marchó a Édessa, que el rey serbio ya había tomado mediante el soborno a los dirigentes de la ciudad, y trató de ocuparla, pero fracasó y regresó a Serbia.

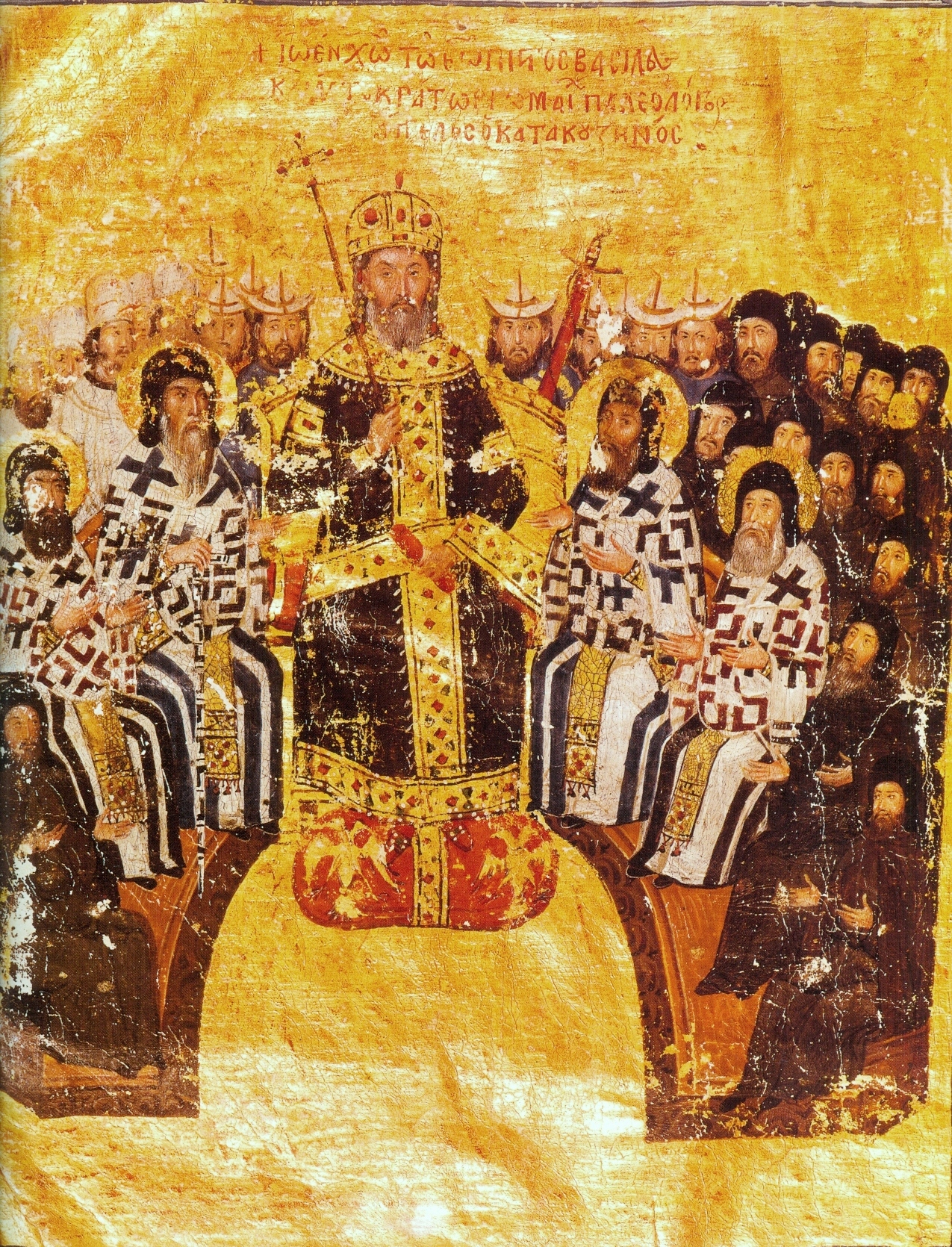
El emperador Juan Cantacuceno presidiendo un sínodo.

La regencia de Juan V, encabezada por la emperatriz viuda Ana de Saboya, trató de persuadir diplomáticamente al rey Dušan para que finalizara su amistad con Cantacuceno y lo entregara, o al menos arrestarlo, y a cambio de ese favor, se le ofreció una princesa en matrimonio para el rey joven Uroš V y las ciudades al oeste de Cristópolis, excepto Tesalónica, pero no estuvo de acuerdo con eso. La regencia no perdió la esperanza, sin embargo, y Alejo Apocauco despachó embajadas a Dušan solicitándole que iniciara una guerra contra Cantacuceno. Hrelja, que murió en diciembre de 1342, también era utilizado como mediador por el megaduque en las negociaciones con el monarca serbio, y este último inmediatamente ocupó las posesiones del fallecido con las ciudades de Strumica y Mélnik. La alianza entre Dušan y Cantacuceno también intentó ser deshecha por el zar Iván Alejandro en sus cartas, pero ni siquiera esto condujo a la ruptura de la alianza.
A fines de 1342, la embajada de Tesalia se reunió con Cantacuceno y en esa ocasión declaró que los nobles de aquella zona estaban dispuestos a reconocerlo como emperador, lo que aceptó de buena gana. Durante el invierno de 1342/1343, los aliados invirtieron su tiempo en preparativos militares y a principios de la primavera de 1343 atacaron Serres, y el rey envió un mensaje a los habitantes de la ciudad de que retiraría sus fuerzas si se sometían a su aliado, pero la delegación serbia fue devuelta con un mensaje que decía que preferirían aguantar todo antes que servir a un usurpador. Cuando Cantacuceno también envió un emisario para exigir el reconocimiento de su autoridad, los habitantes de Serres descuartizaron al desafortunado emisario en cuatro partes y exhibieron las partes de su cuerpo en las cuatro torres de la ciudad. El rey serbio se quedó para saquear los alrededores de la ciudad, y Cantacuceno, que fue persuadido por sus partidarios, partió hacia Demótica, pero vio que no disponía de suficientes soldados para librar la batalla que estaba a punto de tener lugar y regresó con Dušan.
Según Nicéforo Grégoras, la alianza se prolongó hasta abril de 1343, cuando Cantacuceno entregó la ciudad de Veria, y luego la alianza desapareció, pero la hostilidad abierta entre el monarca serbios y el emperador bizantino no comenzó de inmediato. La rendición de Veria provocó desconfianza entre Dušan porque vio que Cantacuceno podía actuar de forma independiente y, por otro lado, se dio cuenta de que la alianza limitaba su libertad de acción y que por su culpa rechazaba las tentadoras ofertas de cesión de territorios que provenían de Constantinopla si mataba o capturaba a su aliado.
Dušan tenía sus propios planes de conquista. Desde el año 1343, el título del gobernante serbio puede verse el énfasis de que también gobernaba «los territorios griegos», y esto muestra el deseo del rey de resaltar su éxito en la conquista de las tierras del vecino imperio. Algunos de los planes de Dušan podrían realizarse como aliado de Cantacuceno, pero algunas conquistas eran parte de su política de conquista independiente y solo podían realizarse en contra de los deseos de su aliado. Las fuentes bizantinas informan poco sobre las otras conquistas serbias desde 1342 en el área de Macedonia y Albania. Dušan probablemente conquistó las ciudades de Berat, Kanina, Valona y Kruja en Albania entre 1342 y 1343, y al mismo tiempo también conquistó Kastoriá en Macedonia. Aparte de Durazzo, que permaneció en poder del Reino de Nápoles, el resto de Albania se rindió al gobierno del rey Dušan en 1342 o 1343.

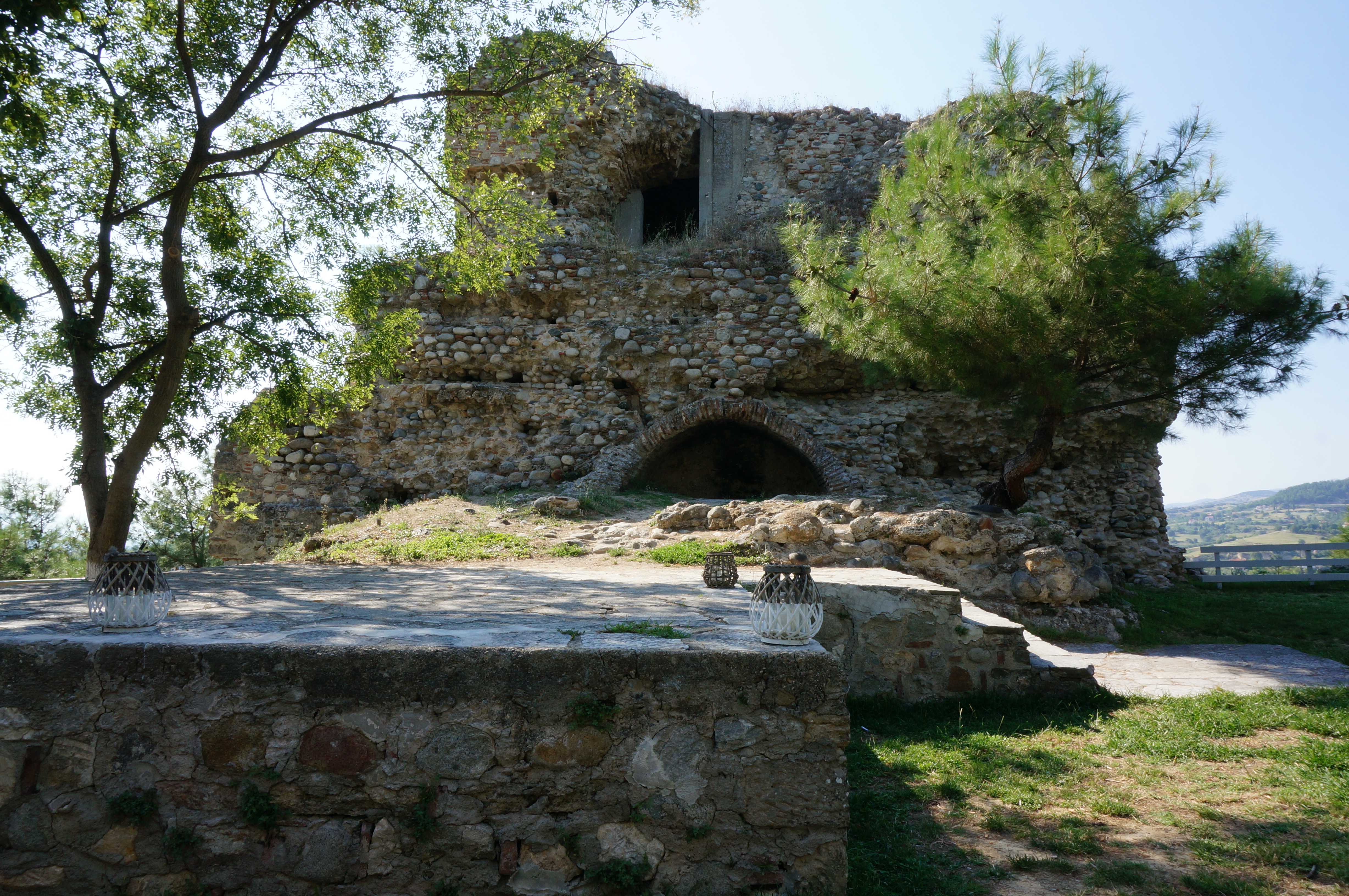
Ruinas de la ciudad de Serres, que Dušan sitió tres veces con su ejército hasta que la conquistó.

### Alianza con la regencia de Constantinopla
Después de la partida de Cantacuceno en Veria, Dušan regresó al interior de Serbia en Prizren. Durante su estancia en aquella ciudad, no olvidó sus conquistas en el sur y probablemente estaba eligiendo cómo aceptar las ofertas de regencia de Juan V, y al mismo tiempo evitar ser el primero en violar abiertamente el juramento de amistad que había hecho.
Después de partir hacia Veria, en el verano de 1343, Cantacuceno esperaba que Tesalónica también se rindiera y se dirigió hacia la ciudad, y Apocauco, en nombre del emperador Juan V, organizó la defensa y pidió la ayuda de Dušan para luchar contra su aliado. El rey aprovechó la oportunidad y entabló negociaciones con Miguel Monómaco, el comandante de la ciudad, y trató de persuadirlo para que atacara a Cantacuceno lo antes posible. Monómaco y sus seguidores esperaban que los serbios atacaran pronto, por lo que se estaban preparando para una escaramuza. Al ver el peligro de la situación en la que se encontraba, Cantacuceno decidió regresar a Veria lo antes posible. En su camino de regreso, tuvo que permanecer en el Vardar, donde el ejército serbio estaba en un lado del río, y otro ejército bajo el mando del megaduque partió de Tesalónica. El emperador rival logró retirarse con una escaramuza menor contra los destacamentos serbios. La escala del conflicto no se produjo entonces porque ambos bandos se comportaron con mesura. Apocauco aumentó su actividad diplomática enviando embajadas a Veria y al rey serbio, pero no logró un éxito significativo.
Las actividades de Dušan contra Cantacuceno en ese momento fueron muy intensas: intentó capturarlo mediante ardides en dos ocasiones, pero no tuvo éxito, por lo que decidió entrar en un conflicto abierto. Envió emisarios a Veria para romper la alianza e informar a su ahora exaliado que lucharía con todas sus fuerzas en el bando de la regencia de Constantinopla; quizás el aumento de la actividad diplomática de la regencia aceleró su decisión. Los venecianos también intervinieron en las negociaciones. Marino Venier, el podestà veneciano en Serbia, envió un informe a la República de Venecia en agosto de 1343, en el que se decía que se había llegado a un acuerdo entre la regencia de Constantinopla y el rey serbio.
Cantacuceno y sus seguidores se encontraban en una posición difícil. Tuvo que buscar un nuevo aliado y el emir de Aydın, Umur Beg, eran uno de los candidatos. El emir respondió a su llamado y le envió una flota que sumaba, según algunas fuentes, 200, y según otras, 300 barcos al golfo de Tesalónica. En Tesalónica, los barcos se encontraron con el emperador, y juntos atacaron la ciudad, pero esta vez el asedio tampoco tuvo éxito. En el otoño de ese mismo año, el conflicto se trasladó a Tracia. Cantacuceno capturó las fortalezas de Sveta Irena y Povizd en la ladera sur de las montañas Ródope. Allí se le acercó el bandolero búlgaro Momchil, que hasta entonces estaba al servicio de los serbios.
En la primavera de 1344, Umur tuvo que regresar a Esmirna, lo que afectó significativamente la posición de Cantacuceno. Dušan con el cuerpo principal de su ejército se encontraba cerca de Zihna, que había capturado un poco antes. Probablemente también conquistó algunas ciudades de los alrededores en ese momento. El rey pasó la primavera de 1344 en ese lugar anticipándose a los nuevos desarrollos en la guerra civil bizantina. A mediados de mayo de 1344 tuvo lugar la batalla de Stefaniana en la que los turcos derrotaron a los caballeros serbios al mando del duque Preljub.
En el otoño de 1344, Dušan permaneció en el sureste de Macedonia y, a principios del invierno, regresó a Serbia. Probablemente pasó todo el invierno en su reino preparándose para viajar al sureste de Macedonia en la primavera, desde donde podría seguir los acontecimientos en la vecina Tracia, donde se desarrollaba la fase final de la guerra civil bizantina. Atraído por las ofertas de la regencia, Momchil pronto se volvió contra Cantacuceno y comenzó a atacar sus posesiones en Tracia. A fines de la primavera de 1345, el emir Umur se trasladó con veinte mil jinetes a Tracia, donde se unió a su aliado en Demótica; primero derrotaron a Momchil el 7 de junio de 1345 en la batalla de Periteorion, en la que murió este último. Cuatro días después, el 11 de junio de 1345, el gran enemigo de Cantacuceno, Alejo Apocauco, fue asesinado en Constantinopla. El exaliado de Dušan le envió emisarios con una solicitud para retirarse de las cercanías de Serres, sin embargo, se retiró antes de la llegada de la delegación. Animado por los llamamientos de sus partidarios y la muerte de su enemigo jurado, el emperador rival comenzó a sopesar que tenía una posibilidad real de conquistar rápidamente la ciudad, por lo que marchó con el grueso de su ejército hacia Constantinopla, pero cuando llegó constató que los partidarios de la regencia ya se estaban consolidados y que no era el momento adecuado para atacar. Luego decidió regresar al oeste, mientras que Umur se marchó hacia Asia Menor.
Cuando supo que los turcos se habían marchado, los serbios capturaron Serres gracias a sus seguidores en la ciudad. La ciudad fue conquistada el 24 de septiembre de 1345 y el rey serbio realizó su entrada al día siguiente. Desde ese día, Serres ocupó un lugar importante, ya que Dušan a menudo residía en este lugar. Durante esta campaña, no solo conquistó Serres, sino también otras partes del sureste de Macedonia entre los ríos Struma y Mesta. El 15 de octubre de 1345, el rey envió una carta al dux de Venecia en la que afirmaba que era el soberano de casi todo el Imperio bizantino (lat. fere totius imperii Romaniae dominus). Dušan rápidamente arregló las relaciones con el Monte Athos, y cuando los monjes mencionaban al emperador bizantino en sus oraciones, seguían con el rey serbio. La autonomía del Monte Athos se confirmó en la misma medida que se había hecho antes. Con este contrato, Dušan recibió la confirmación de la legitimidad de sus conquistas, y los monasterios pudieron salvarse de las penurias de la guerra civil. Además de las áreas mencionadas, Veria también reconoció la autoridad serbia en 1345, la ciudad que custodiaba el interior de Tesalónica.
Según los escritos de Nicéforo Grégoras, en la segunda mitad de 1345 y los primeros meses de 1346, hasta que fue proclamado emperador en abril, el rey conquistó, excepto Tesalónica, todos los territorios de Macedonia hasta las "gargantas de Cristópolis". Los "clanes de Cristópolis" estaban ubicados al este de la ciudad homónima cerca de Mesta, y esta perteneció a Dušan hasta su muerte, y desde los suburbios de Cristópolis hacia el este, Cantacuceno gobernó primero, y luego Juan V.

## Emperador de Serbia

### Proclamación y coronación como emperador

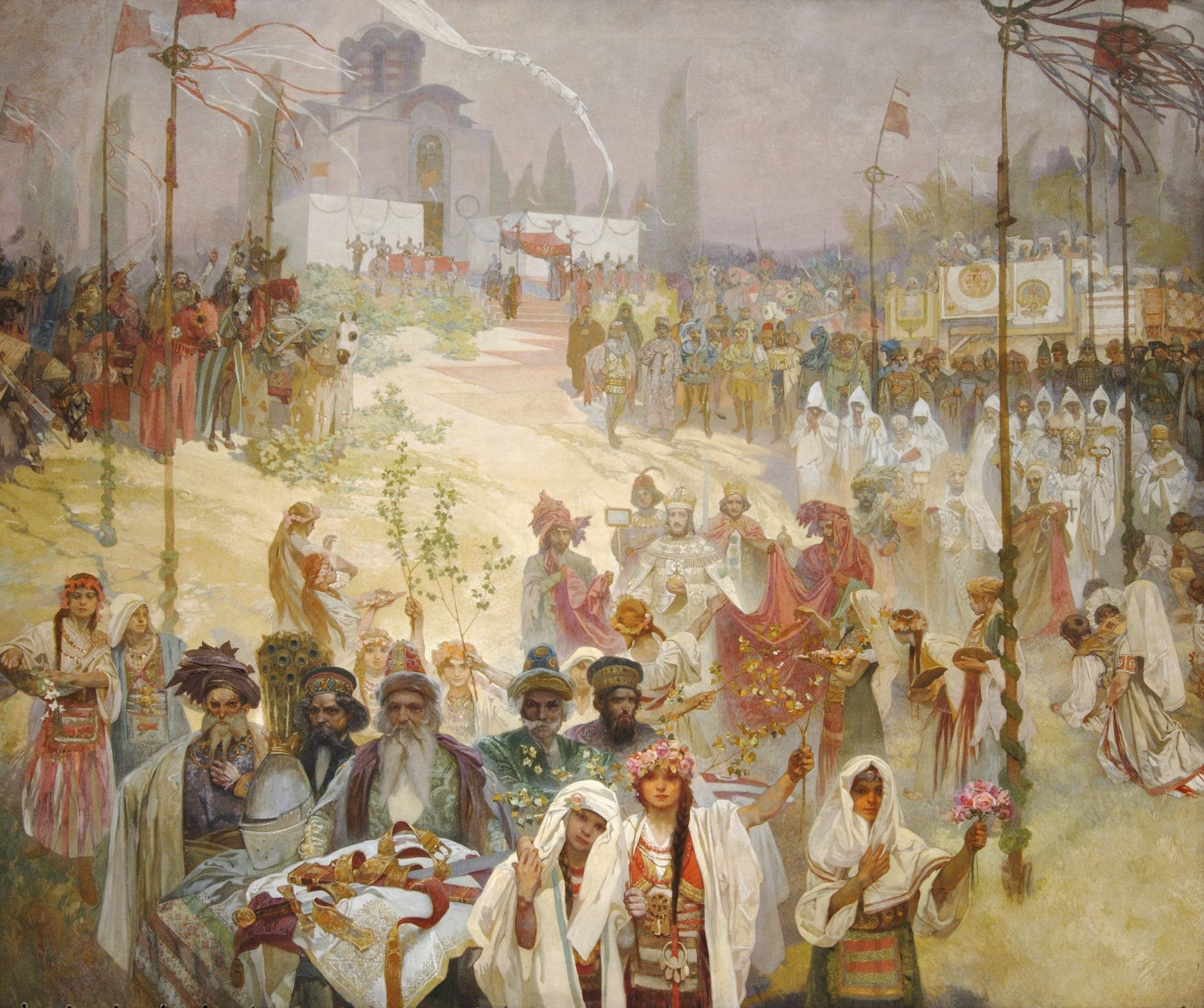
«Coronación del emperador Dušan» es una obra del pintor checo Alfons Mucha de La Épica Eslava.

La exitosa conquista de rey Dušan del territorio bizantino sin duda contribuyeron a la idea de un imperio. Las tierras griegas aparecieron en su título inmediatamente después de 1342/1343, cuando junto con Cantacuceno, pero también de forma independiente, conquistó ciudades en Macedonia y Albania. Los hechos decisivos que influyeron en su decisión de proclamarse emperador fueron los éxitos alcanzados en el verano de 1345. Luego pasó a ocupar la península Calcídica y el sureste de Macedonia.
Dušan pasó el invierno de 1345-1346, probablemente en Serres con su familia, y fue entonces cuando comenzó su ascenso formal al título de emperador. Al adquirir el título imperial, siguió el ejemplo de Cantacuceno y algunos otros emperadores bizantinos. Esto significa que sus nobles y soldados probablemente lo proclamaron (o vitorearon) como emperador en alguna reunión; esto ocurrió a fines de 1345, o en enero de 1346, presumiblemente en Serres.
Dušan recibió el consentimiento para ser elevado al título de emperador por el arcipreste del Monte Athos, el patriarca búlgaro, el arzobispo de Ohrid y todos los demás que estuvieron presentes en la coronación como emperador en Skopie. Antes de la coronación, el arzobispo serbio Juanicio fue proclamado patriarca y lo coronó como «emperador de los serbios y los griegos» en la Pascua del 16 de abril de 1346 (6854) en Skopie, y al mismo tiempo su hijo, Uroš V, fue coronado rey.

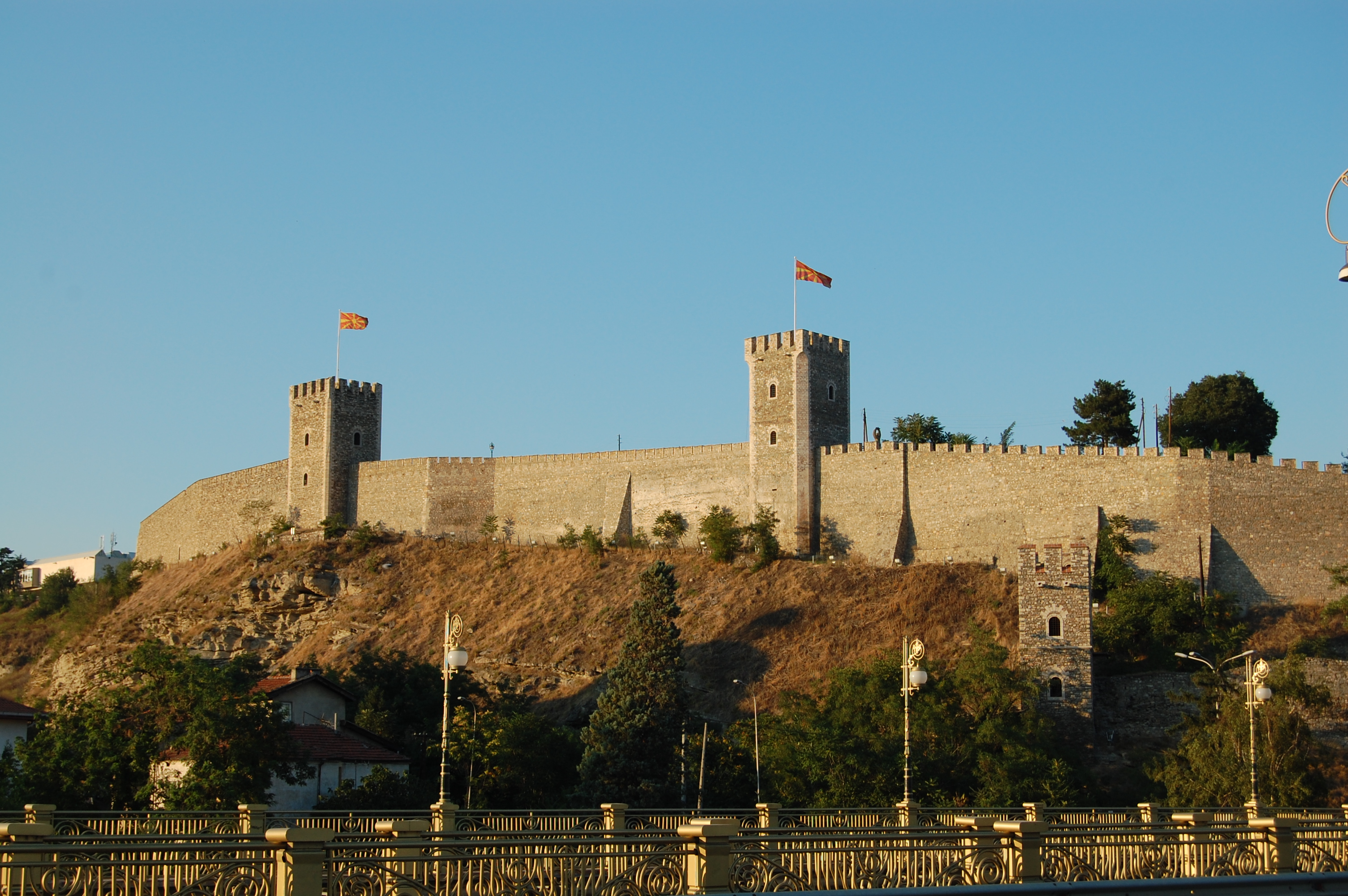
Fortaleza de Skopie.

Existe la opinión de que entre la proclamación de Dušan como emperador y su coronación ceremonial, existió tanto un reino (Serbia) como un imperio (Imperio bizantino) en su país y por eso se le menciona en las inscripciones de sus monedas como Rex Rascie-Imperator Romaniae (Rey de Serbia-Emperador de Bizancio). Además, antes de la coronación, Dušan tuvo que elevar el arzobispado serbio al rango de patriarcado, porque solo el patriarca podía coronar a un candidato a emperador. La proclamación de Juanicio se llevó a cabo con la ayuda del patriarca búlgaro Simeón, que asistió a la ceremonia en Skopie. Es imposible determinar con certeza cuándo Juanicio se convirtió en patriarca; se supone que ocurrió entre enero y abril de 1346. Al acto de coronación asistieron el arzobispo de Ohrid, el patriarca búlgaro, el arcipreste del Monte Athos, así como los abades y ancianos de los monasterios del mismo monte.

### La cuestión de la soberanía y la división del país
Según Juan Cantacuceno, durante la coronación imperial de Dušan, su hijo Uroš recibió el título real y se convirtió así en gobernante. Se cree que Uros recibió este título para enfatizar la continuidad del estado serbio. Esta continuidad fue de particular importancia en la relación con ciertos países, sobre todo con la República de Dubrovnik. Según Nicéforo Grégoras, en el momento de la coronación de Dušan como emperador, su país estaba dividido entre padre e hijo como gobernantes formales y, según las costumbres, se suponía que Uroš gobernaría los territorios desde el mar Adriático y el Danubio hasta Skopie, y Dušan gobernó en las tierras recién conquistadas. Con base en los resultados de investigaciones recientes, se fortalece la creencia de que no hubo una verdadera división. Al analizar las cartas de Dušan y el código de Dušan, Sima Ćirković llegó a la conclusión de que el Imperio serbio era una entidad estatal única y que la tierra del rey se mencionaba con la intención de que las relaciones con la República de Dubrovnik se basaran en las tradiciones del antiguo estado serbio. La eventual división fue puramente teórica y tenía la intención de enfatizar, por un lado, la continuidad del estado serbio y, por otro lado, resaltar la continuidad de la participación de Dušan en el imperio.

### El objetivo imperial de Dušan

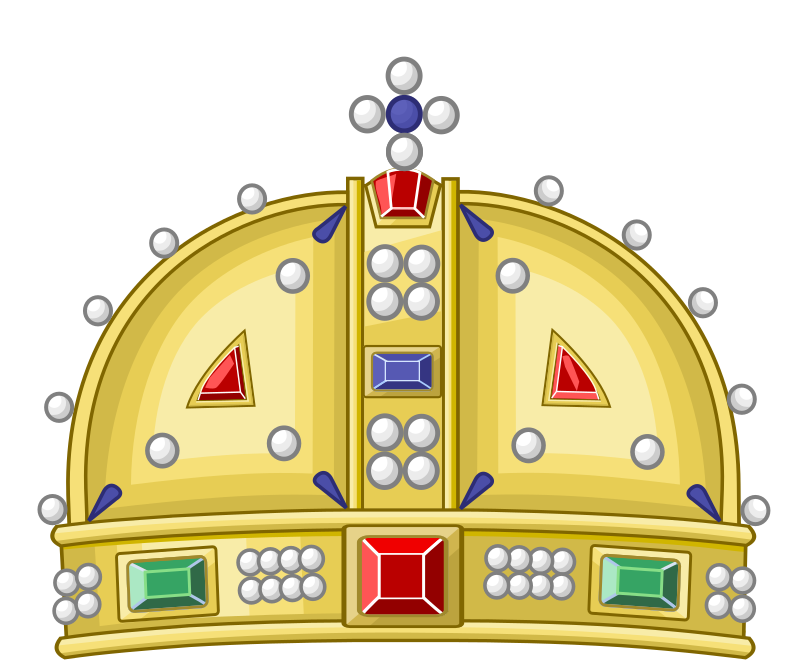
La corona de Dušan según el fresco del monasterio de Lesnovo.

La historiografía más antigua defendía la opinión de que el objetivo de la ideología imperial de Dušan era la conquista de Constantinopla y la formación de un nuevo imperio serbo-griego que reemplazaría a Bizancio. Sima Ćirković cree que su ideología imperial fue inicialmente similar a la de los soberanos búlgaros, lo que implicaba la participación en el imperio, por lo que su actitud hacia Bizancio en el período de la alianza con Cantacuceno puede verse como una especie de señorío. Sin embargo, a partir de 1347, cuando sus relaciones empeoraron, hasta 1350, Dušan se convirtió en aliado de Juan V; el rey serbio ya no se involucró en el imperio, sino que se convirtió en un anti-emperador.
La mejor evidencia de las pretensiones imperiales de Dušan son las cartas que emitió; era el primer gobernante serbio que emitió cartas en griego. También fue el primero en emitir prostagmas, un tipo de documento característico de los emperadores bizantinos. En sus títulos también se mencionan determinantes étnicos y geográficos. En las cartas serbias firmaba como emperador de los serbios y los griegos, lo que recuerda al título bizantino, que se refiere exclusivamente a conceptos étnicos y no geográficos. En las cartas en griegas, firmaba como soberano de Serbia y Romania. También es significativo que, en sus documentos, Dušan siempre mencionó a los serbios y a su país en primer lugar porque eran el apoyo más fuerte de su gobierno. La limitación de su título se demuestra por el hecho de que nunca se le llamó emperador de Roma, aunque mantuvo bajo su dominio una gran parte del imperio. El cambio de título también se reflejó en el trabajo de las casas de moneda. El nuevo título también influyó en la representación de la familia imperial en los frescos. En representaciones anteriores, Uroš V está en el centro rodeado de sus padres, y después de la coronación, Dušan está en el centro según la iconografía bizantina. Después de la coronación, Dušan comenzó a otorgar a la nobleza prominente las más altas dignidades bizantinas de César, sebastocrátor y déspota.

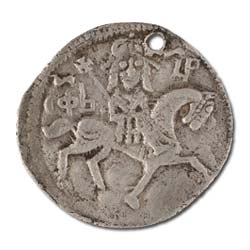
Dinar imperial de plata de Dušan.

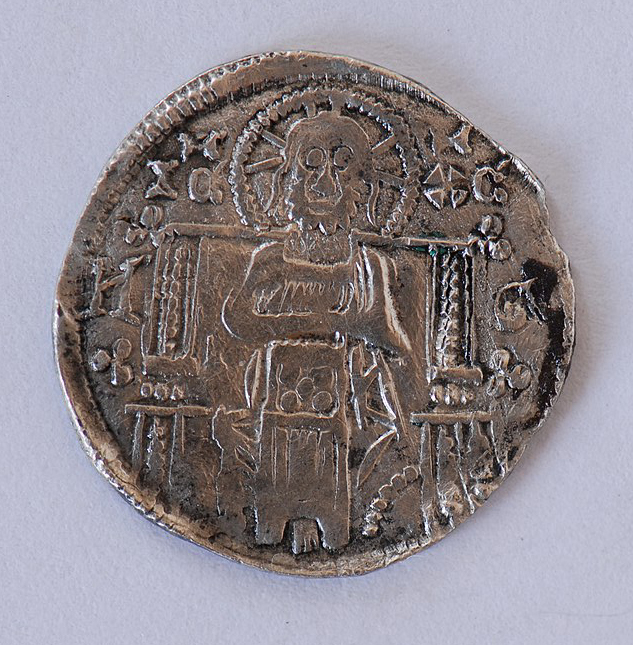
Dinar de plata de Dušan, expuesta en la colección numismática del Museo Regional de Rudnica-Takov de Gornji Milanovac.

### Reacción de sus vecinos
Una de las primeras reacciones a la coronación de Dušan como emperador provino de Cantacuceno. Aprovechó la visita del patriarca Lázaro de Jerusalén a Adrianópolis, y en esa ciudad el 21 de mayo de 1346, el patriarca coronó solemnemente a Juan VI Cantacuceno como emperador. La reacción oficial de Bizancio y el patriarcado ecuménico siguió unos años más tarde, cuando el patriarca de Constantinopla Calixto tomó la decisión de excomulgar al emperador, al patriarca y otros arzobispos serbios, como resultado de lo cual hubo un cisma en la iglesia ortodoxa.
La inspiración de este acto fue probablemente Cantacuceno. Por otro lado, la reacción del emperador Juan V, que estaba en Tesalónica, fue de un carácter diferente, y concluyó un acuerdo de alianza con Dušan a fines de la primavera de 1351. En julio de 1351, Juan V emitió una carta al monasterio de Hilandar en la que nombró a Dušan «el más exaltado basileo de Serbia y el amado tío del imperio, mi señor Esteban». Aquí, el emperador bizantino ciertamente reconoció su título imperial, pero se limitó solo a Serbia y ese era el mayor reconocimiento que el emperador bizantino pudo ofrecerle. Dušan estaba listo para otorgar a Juan V el título de emperador romano y, por lo tanto, la primacía en el sistema cristiano de gobernantes. Los monjes del Monte Athos también reconocieron su título, pero con la condición de que mencionaran primero al emperador bizantino en sus oraciones, y solo después al emperador serbio.
Los dignatarios de Ragusa y Bosnia se dirigieron a Dušan como emperador en las cartas enviadas a Serbia, pero no en las enviadas a Hungría. Hungría no reconoció el cambio de título y se dirigió a este como rey de Rascia, el papa también hizo lo mismo. La República de Venecia se dirigió a los soberanos serbios como emperadores, pero también como reyes (rex), por lo que en el segundo caso se añadió el epíteto Raxie et Grecorum (Rascia y Grecia).

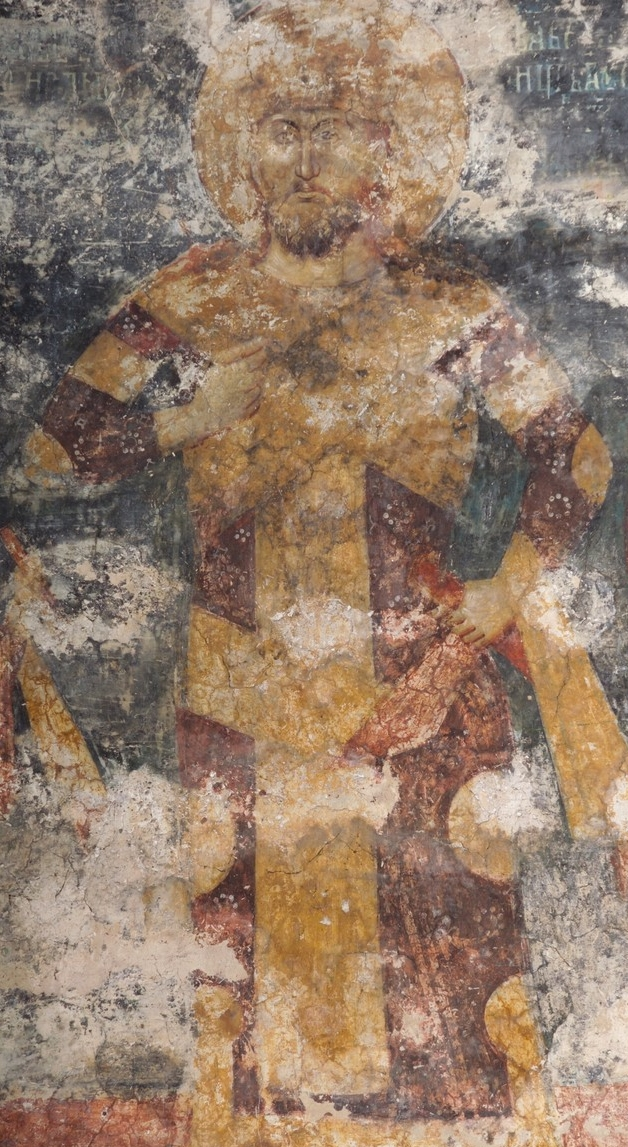
El emperador Dušan en un fresco del monasterio de Visoki Dečani.

Cantacuceno, como todos los griegos eruditos, llamaron a Dušan «rey serbio», porque creía que el único emperador en el universo cristiano era el bizantino. Sin embargo, ya había un zar búlgaro en Oriente, aunque su título era tratado como real en Occidente. En oposición al patriarcado serbio recién creado se encontraba el patriarcado de Constantinopla, cuyas numerosas propiedades estaban adscritos a la Iglesia serbia. El patriarca Calixto, animado por Cantacuceno, tomó la decisión de excomulgar a Dušan, al patriarca Juanicio y a otros obispos serbios, como resultado de lo cual hubo una división de la iglesia ortodoxa. La decisión de excomunión fue de carácter más político que religioso, como se desprende del hecho de que se tomó unos años después de la coronación de Dušan como emperador. La decisión sobre este acto fue revocada recién en 1375, durante el reinado del príncipe Lazar.
Dušan nombró a su hijo como cogobernante y le otorgó el título de rey y como emperador, concedió títulos y cargos a sus allegados; su medio hermano Simeón, su cuñado Juan Comneno Asen, recibieron el título de déspota. Jovan Oliver, Ivaniš, Dejan, esposo de Teodora Nemanjić, hermana del emperador, y Branko Mladenović, se convirtieron en sebastocrátores. A Grgur Golubić, Preljub y Vojihna se les confirió el título de césar.
Después de la solución de las cuestiones territoriales, siguieron las disputas financieras entre Serbia y Ragusa. Los intereses financieros de ambos estados estaban muy entrelazados y ambas partes dependían de ellos. Los registros raguseos muestran que Dušan tuvo dificultades financieras en los primeros años de su reinado. Aunque en la carta que emitió a la ciudad dálmata, se comprometió a no confiscar los bienes de sus comerciantes en Serbia, cosa que todavía lo hacía con mucha frecuencia cuando tenía una gran necesidad de dinero. No negó sus deudas, pero por lo general retrasaba sus pagos. En 1349, liquidó estas deudas cediendo la recaudación de aduanas en Zeta, Sveti Srđ y Prizren a Ragusa por un período de tres años.

### Conquista de Tesalia y Epiro
Después de los grandes éxitos en política exterior logrados a fines de 1345, se produjo una cierta interrupción en los esfuerzos de conquista de Dušan. La razón de esto puede ser la preparación para la coronación imperial, pero también los cambios en Bizancio donde, tras la muerte de Alejo Apocauco, Cantacuceno obtuvo la victoria final al entrar en Constantinopla en la noche entre el 2 y el 3 de febrero de 1347. Cantacuceno luego concluyó un acuerdo con la emperatriz Ana de Saboya, según el cual sería el regente del joven emperador durante los siguientes diez años, y luego se convertiría en su señor supremo, pero encontró al imperio en una posición extremadamente difícil. Nicéforo Grégoras registra que no había nada en el tesoro imperial «excepto aire, polvo y el átomo de Epicuro». En las nuevas circunstancias, Cantacuceno dio los primeros pasos para restablecer relaciones con Dušan. En la primavera de 1347, envió a sus emisarios a la corte serbia con una solicitud de devolver las ciudades que había ocupado. Esta misión no tuvo éxito, por lo que envió nuevamente embajadores con las mismas demandas, pero esta vez con la amenaza de que, con la ayuda de los turcos, harían la guerra. El emir turco otomano Orhan le envió diez mil hombres al mando de sus hijos. Juntos, devastaron el área de Migdonia, que entonces estaba bajo el dominio serbio. Los otomanos pronto regresaron a su país, y Cantacuceno envió otra embajada a la corte serbia, pero esta vez tampoco logró nada y Dušan planeó nuevas conquistas.
Su próxima campaña se dirigió hacia Epiro. Según Donald Nicol, la resistencia contra los invasores estuvo organizada por el gobernador local, Juan Ángelo, pero pronto se vio obligado a retirarse a Tesalia. Muchas figuras prominentes de esta zona se beneficiaron de las conquistas serbias. Entre ellos se encontraban Ana Paleólogo, la viuda del déspota Juan II Orsini, quien se casó con Juan Comneno Asen, cuñado de Dušan y virrey en las áreas del territorio de la actual Albania. Nicol conjetura que los serbios ocuparon Ioánnina en 1346 y que al año siguiente conquistaron Arta y la parte sur de esa zona.
Después de la conquista de Epiro, Dušan se dirigió a Tesalia, donde el gobernador era Juan Ángelo. Sin embargo, en 1347, una epidemia de peste arrasó estas zonas y mató a muchas personas, incluido el propio Ángelo. El emperador serbio se aprovechó de la situación y rápidamente ocupó este territorio en 1348. Algunas ciudades resistieron, mientras que otras se sometieron voluntariamente; Preljub su convirtió en el gobernador de Tesalia.

### Planes adicionales
El territorio del Imperio serbio estuvo enmarcado por la conquista de Epiro y Tesalia. Sin embargo, Dušan se estaba preparando para nuevas conquistas de territorios bizantinos. El principal objetivo de sus aspiraciones era Tesalónica. Desde el comienzo de la guerra civil, los zelotes, decididos enemigos de Cantacuceno, gobernaban esta ciudad. Incluso después de llegar al poder, no logró aplastar a sus opositores en la ciudad. Decidieron amenazarlo con que, si no los dejaba en paz, entregarían la ciudad al gobernante serbio. Sin embargo, con el tiempo, la influencia de los partidarios de Cantacuceno en la ciudad creció, lo que debilitó a los zelotes. Dušan generosamente concedió regalos a los zelotes, pero también a otros habitantes importantes para que le entregaran la ciudad. Al final, los ganó y, persuadidos por ellos, sitió Tesalónica. Los partidarios del emperador bizantino solicitaron ayuda lo antes posible, y Cantacuceno se dirigió inmediatamente al emir otomano Orhan, quien le envió veinte mil jinetes, pero solo llegaron hasta Cristópolis. A fines del verano de 1350, Cantacuceno se dirigió solo a Tesalónica, donde logró desacreditar a los zelotes y consolidar su posición en la ciudad.
Además del ataque a Tesalónica, Dušan tenía otra gran ambición: la conquista de Constantinopla. Para esta empresa mucho más difícil necesitaba una flota. Se volvió hacia los venecianos en busca de ayuda, señalando que ya controlaba diez doceavos del Imperio bizantino. A cambio, les ofreció Epiro y la colonia Pera, en Constantinopla, que estaba entonces en manos de sus rivales, los genoveses. Los venecianos recibieron su mensaje con respeto; le concedieron a él y a su familia el derecho de ciudadanía de la República, pero se negaron a ayudarlo a conquistar Constantinopla porque temían que Dušan fuera un negociador mucho más difícil que los débiles emperadores bizantinos, de quienes obtuvieron fácilmente varios privilegios.

### Contraataque de Cantacuceno
En el otoño de 1350, Cantacuceno tomó el control total de Tesalónica. Tenía la intención de que esta ciudad fuera su base principal en la lucha por la reconquista de las ciudades y áreas que Dušan había arrebato a Bizancio en la década anterior. Su primera acción se dirigió hacia Veria. En esta ciudad había una fuerte guarnición serbia de mil quinientos hombres, y además un destacamento de mercenarios alemanes. Después de una breve resistencia, logró tomar posesión de la ciudad. El propio Cantacuceno dice que nadie murió en esta batalla, ni entre los serbios ni entre los «gitanos», y que liberó a los soldados serbios y a los mercenarios alemanes. Después de la conquista de Veria, se volvió hacia Vodena. Cantacuceno esperaba que los grandes señores de aquella ciudad se aproximaran a él, sin embargo, se equivocó, aunque logró conquistar esta ciudad también. Pronto, las ciudades más pequeñas y fortalezas alrededor de Vodena y Veria se subyugaron sin combatir. Después de estos importantes éxitos, Cantacuceno se dirigió hacia Srbica. Esta ciudad estaba comandada por el general Preljub. El general no confiaba en sus habitantes, por lo que colocó a los niños en la segunda muralla y ordenó a los mayores que lucharan en la tercera muralla. El ejército bizantino primero devastó los alrededores y luego llevó a cabo un ataque general sobre Srbica. Después de tres días de feroces combates, Cantacuceno tuvo que retirarse a Veria debido a las fuertes lluvias y al frío.
Cantacuceno tuvo un gran éxito en sus conquistas principalmente porque Dušan estaba ocupado al otro lado de su vasto imperio. En 1346, después de diez años de paz, estalló la guerra entre Serbia y Bosnia. Los venecianos aparecieron como mediadores en este conflicto. El emperador serbio exigió que el ban de Bosnia le devolviera Zahumlia. A fines de ese año, lo más probable es que se haya concluido una tregua porque no hubo conflictos en 1347 y 1348. Después del final de la tregua en 1349, el ban volvió a apelar a la mediación de los venecianos, informándoles que tenía la intención de construir una fortificación en la desembocadura del Neretva. La intervención de los venecianos no rindió frutos, y la situación empeoró con una incursión del ejército bosnio en las zonas costeras del Imperio serbio a finales de 1349. Los venecianos intentaron llegar a un acuerdo para que sus intereses no se vieran amenazados, pero no hubo resultados. En octubre de 1350, el emperador serbio inició una campaña contra Bosnia. El ataque principal fue dirigido a Zahumlia. El ejército serbio conquistó esta región y la ciudad de Novi en el Neretva. Luego, Dušan tenía la intención de dirigirse al norte, donde los habitantes de Trogir y Šibenik le prepararon una bienvenida festiva. Sin embargo, al enterarse de la noticia de la campaña de Cantacuceno, marchó inmediatamente a Macedonia. En Zahumlia, dejó solo pequeñas compañías que no podían ofrecer una resistencia verdadera a los bosnios, por lo que, después de unos meses, tomó el control de esta zona. De camino a Macedonia, Dušan y su esposa Helena visitaron Ragusa. En ese lugar una recibieron un gran bienvenida y les entragaron preciosos obsequios. Después continuó su viaje hacia el sur, pero su esposa se quedó en la ciudad unos días más.
A fines de 1350, el emperador serbio llegó bajo las murallas de Tesalónica e inmediatamente envió una propuesta a Cantacuceno para reunirse y renovar el tratado de paz. El emperador bizantino dejó un relato detallado de estas negociaciones. Dušan fue el primero en hablar; declaró porque lo que había hecho y lo invitó a renovar su antigua amistad. En aquella ocasión dijo: Si de verdad te entristece que yo me apropie de alguna parte del Estado de los romanos, entonces debes recordar que tú has hecho muchas veces lo mismo, apropiarte de lo que es de otros.
Cantacuceno luego tomó la palabra. Primero le agradeció por las cosas buenas que había hecho, pero luego hizo una serie de acusaciones en su contra. Dušan luego sugirió que todos se quedaran con lo que tenían. El emperador bizantino se negó, por lo que se acordó que se volverían a encontrar al día siguiente. El emperador serbio intentó encontrar una solución dividiendo el territorio, pero al parecer no se logró. Cantacuceno informó que primero se concluyó un tratado según el cual Zihna, Serres, Strumica, Mélnik, Kastoriá pertenecerían a Serbia, mientras que el resto de los territorios serían devueltos a Bizancio. Cantacuceno afirmó además que Dušan rompió este tratado al día siguiente bajo la influencia de algunas personas de su séquito, que lograron persuadirlo para que lo hiciera esa noche.
Los ejércitos serbio y bizantino se encontraron en Tesalónica y permanecieron uno frente al otro durante mucho tiempo. Dušan volvió a enviar emisarios a Cantacuceno con la propuesta de que todos conservaran lo que tenían, pero volvió a rechazar tal propuesta. Obviamente, en ese momento, ningún jefe militar estaba completamente convencido de su victoria, por lo que los ejércitos se dividieron. Cantacuceno pronto se dirigió a Constantinopla, dejando a Juan V en Tesalónica.
Dušan luego se dispuso a recuperar las ciudades que había perdido previamente. A principios de enero de 1351, el ejército serbio cruzó el Vardar y sitió Vodena. Esta ciudad fue conquistada gracias a la traición de algunos de sus habitantes. La guarnición bizantina de doscientos hombres fue liberada y Jorge Lizico, quien fue nombrado gobernado en la ciudad, recibió un severo castigo. Se puede suponer que durante esta campaña también ocupó Veria, quizás en la primavera de 1351.

### Alianza con Juan V
Después de dejar Tesalónica, Cantacuceno aconsejó al emperador Juan V que no confiara en Dušan bajo ninguna circunstancia; creía que intentaría atraerlo a su lado, para no volver a causar conflictos en Bizancio. Cantacuceno dejó a su suegro, Andrónico Asen, en la ciudad con la tarea de vigilar los movimientos del joven emperador. Sus opositores intentaron expulsar a Andrónico de la ciudad lo antes posible.
Cantacuceno recibió malas noticias desde Tesalónica, pero no pudo reaccionar porque estaba en guerra con los genoveses. Juan V se encontraba en una posición difícil, ya que el ejército serbio estaba cerca de la ciudad, por lo que el emperador decidió escuchar a los oponentes de Cantacuceno y llegar a un acuerdo con Dušan. El joven emperador también temía los planes conspirativos del emperador y sus hijos, Mateo y Manuel. En ese momento, Dušan se ofreció como aliado y el emperador bizantino accedió a la alianza después de muchas dudas. Se acordó que Juan V enviaría a su esposa Helena como rehén y se casaría con Teodora, la hermana del soberano serbio. El acuerdo se alcanzó a finales de la primavera de 1351. Juan V quería tomar el poder con la ayuda del emperador serbio, y el emperador serbio planeaba continuar con sus conquistas del territorio bizantino. Parece que la principal obligación del emperador Dušan era brindar asistencia militar a Juan V en la lucha contra Cantacuceno. Este último fue informado de estos desarrollos a tiempo, pero no pudo actuar porque todavía estaba en guerra con Génova. Para impedir la realización de este tratado, invitó a Ana de Saboya a influir en su hijo. La emperatriz llegó a Tesalónica en el verano de 1351 y logró calmar la situación.

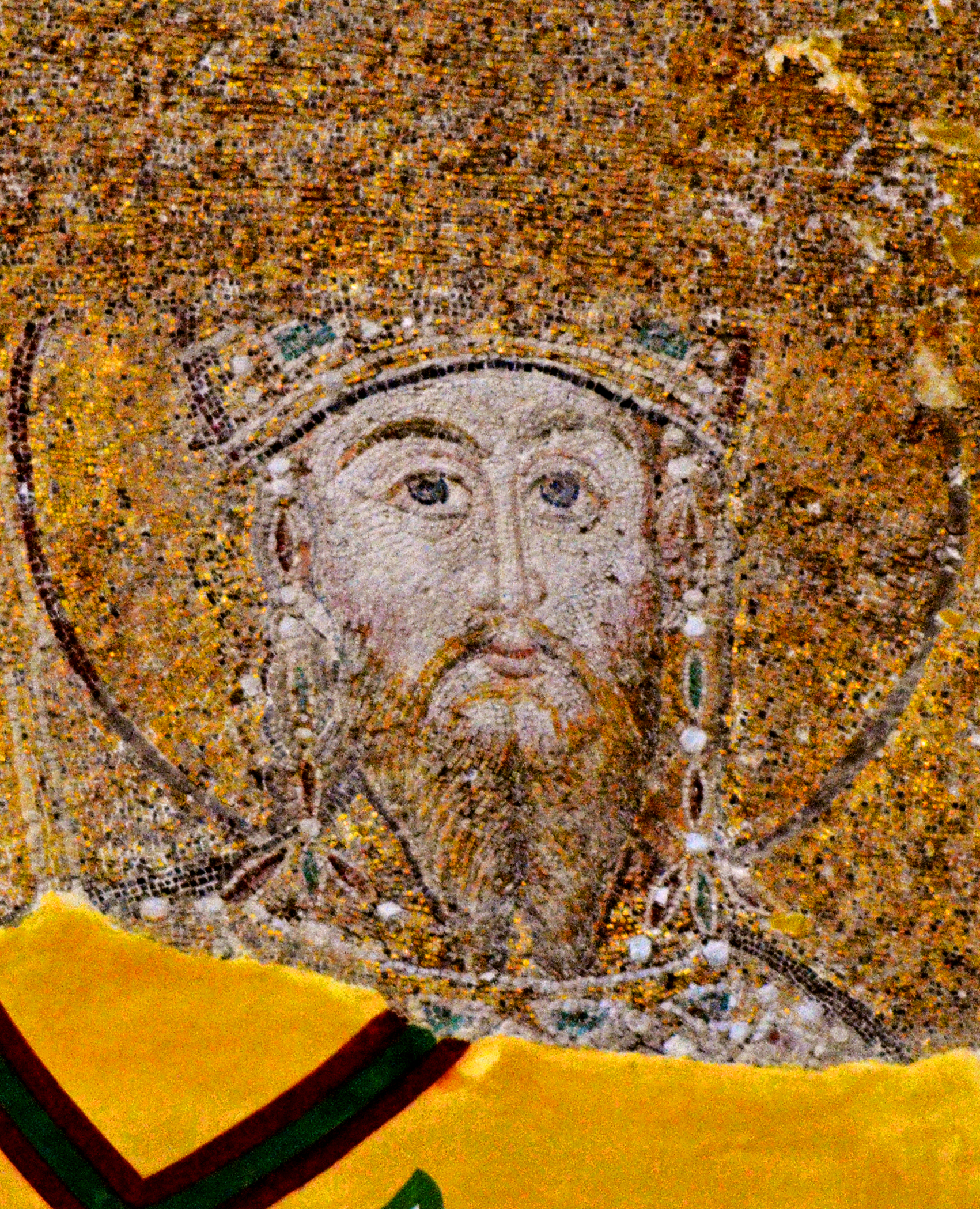
Mosaico restaurado −y mejorado digitalmente− del emperador Juan V Paleólogo en el Arco Oriental de Santa Sofía.

Sin embargo, la paz fue solo temporal. Juan V no estaba satisfecho con su posición en Tesalónica y solicitó a Cantacuceno la ciudad de Eno y algunas fortalezas en la costa de Tracia, dominios que pertenecían a Mateo. A principios de febrero de 1352, Juan V llegó a Constantinopla, pero como Mateo no vino a la ciudad, su padre tuvo que cumplir con las demandas de su yerno y entregarle Eno y Demótica. Cantacuceno temía nuevos conflictos entre su yerno y su hijo, por lo que envió una delegación a Demótica, pero no se llegó a ningún acuerdo porque el primero no quería reconocer la posición independiente de su cuñado. Era solo cuestión de tiempo que surgieran nuevos conflictos. Juan V planeó llamar a los otomanos en busca de ayuda, pero Solimán, el hijo de Orhan, no fue a su encuentro. Juan V atacó Adrianópolis, capital de Mateo, sin el apoyo turco. Conquistó la mayor parte de la ciudad, pero la rápida acción de Cantacuceno lo obligó a retirarse hacia Demótica. Desde esta ciudad atacó las localidades que pertenecían a su suegro. Sin embargo, para un enfrentamiento verdadero, necesitaba más ayuda lateral. Pidió ayuda al emperador serbio, refiriéndose al tratado celebrado en 1351. Dušan envió ayuda cuando el hermano del joven emperador, el déspota Miguel Paleólogo, le fue entregado como rehén. Según Cantacuceno, Dušan envió siete mil caballeros bajo el mando del magnate Borilović, pero de acuerdo con Nicéforo Grégoras eran cuatro mil. El viejo emperador afirmó además que el zar búlgaro Iván Alejandro también envió destacamentos auxiliares a Juan V. El patriarca Calixto trató de impedir el conflicto que se avecinaba, pero fue en vano. Cantacuceno logró obtener ayuda de los turcos que enviaron un ejército de diez mil o doce mil hombres. Los serbios y los búlgaros se dirigieron de Demótica a Emfitión, una fortaleza no lejos de Demótica, donde de repente se encontraron con los turcos. Los búlgaros se salvaron huyendo a Demótica, y los serbios, junto con los bizantinos, los atacaron. Sin embargo, eran superados en número, por lo que serbios y bizantinos sufrieron un derrota. Una gran cantidad de soldados serbios perecieron y una parte, incluido Borilović, logró escapar. Después de esta batalla, la posición de Juan V empeoró notablemente, por lo que intentó establecer la paz con Cantacuceno, pero los resultados no llegaron a realizarse. A fines de 1352, Juan V dejó Demótica y se dirigió a Ténedos.

### Campaña contra Bosnia
El ban de Bosnia, Esteban II Kotromanić, ocupó Donji Kraji, ubicado entre Cetiña y el Neretva y la mayor parte de Zahumlia. Dušan penetró en la región y la recuperó rápidamente, y luego continuó hacia Cetiña y Krka en 1350. Llegó a Krka para ayudar a su hermana Jelena, que estaba casada con el noble croata Mladen III Subić, señor de Omiš, Klis y Skradin en Krka. Después de la muerte de Mladen, Hungría y Venecia mostraron interés en sus posesiones. Tras las noticias sobre las rebeliones en el sur del país, Dušan detuvo su avance hacia el oeste, aunque se le estaba preparando una bienvenida en Šibenik. A su regreso, fue recibido con la mayor solemnidad como rey en Ragusa, donde la emperatriz Helena permaneció durante algún tiempo, y él y su ejército se dirigieron al sur. El ban conquistó Zahumlia nuevamente. Cantacuceno conquistó Veria y Vodena, pero no Srbica, que estaba defendida por Preljub. A su llegada, recuperó sus territorios y el emperador se retiró a Tesalónica. Dušan prometió ayuda al emperador legítimo Juan V para deshacerse de su suegro, y en su carta lo reconoció como emperador de Serbia. Bizancio se encontró una vez más en una guerra civil entre ambos soberanos.

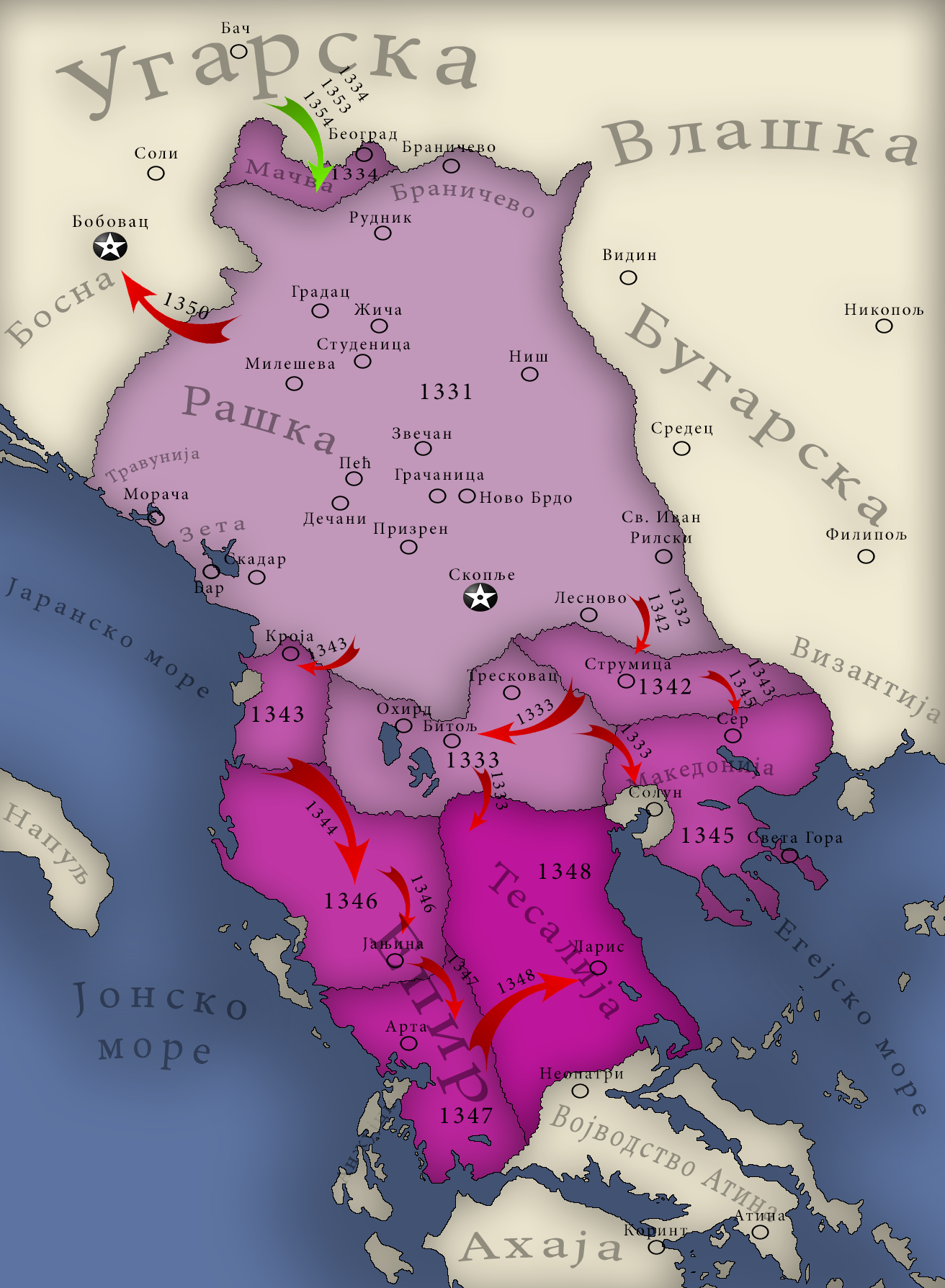
Las conquistas del emperador Dušan.

### Conflictos con Hungría
En los últimos años de su reinado, Dušan se vio obligado a dedicarse a las fronteras del norte de su Estado. En 1352, el rey Luis I de Hungría concertó la paz con el Reino de Nápoles. Este estaba preparando una campaña contra Serbia, que dirigió personalmente. El ataque comenzó en 1353 y Dušan partió inmediatamente al encuentro de su enemigo, pero al ver que los húngaros eran superiores, siguió el consejo de sus nobles y se retiró a los valles de Lomnica y Rudnik. El rey húngaro vio que no podía derrotar a los serbios en un terreno difícil, por lo que accedió a negociar, pero no se llegó a ningún acuerdo porque los serbios no estaban dispuesto a aceptar los difíciles términos de paz. En un nuevo ataque, Luis alcanzó Lomnica y Rudnik, pero Dušan decidió que el ejército no debía salir a la llanura, por lo que los húngaros tuvieron que retirarse. En 1354, hubo un conflicto, pero incluso entonces los húngaros no lograron un éxito significativo porque el ejército sufrió una enfermedad, probablemente malaria.

### Capitán de la cristiandad
Dušan, con una delegación especial encabezada por Nikola Buća, el magnate y protovestiario (tesorero) del emperador, se dirigió al papa para nombrarlo capitán en la lucha contra los turcos y expresó su disposición a reconocerlo como jefe supremo de la Iglesia cristiana. En su camino de regreso, Nikola Buća se reunió con representantes del rey de Bohemia que iba a Roma para ser coronado emperador del Sacro Imperio Romano Germánico, quienes enviaron una carta a Dušan expresando su satisfacción porque quería reconocer a la Iglesia católica como Unam Sanctum (Una y Santa) y estaba todavía más feliz de que la lengua eslava, que unía a los dos pueblos, se conservara en el culto.
Ciertas fuentes de la historiografía más antigua afirmaron que el emperador Dušan otorgó la Orden de San Esteban a los miembros de los Caballeros de la Orden de San Archidiácono y Primer Mártir Esteban, que era el santo patrón de la Serbia medieval. No hay más fuentes sobre esta orden de caballería, que podría ser la primera orden en la historia de Serbia y de los serbios.

### Dušan y los turcos
Nicéforo Grégoras escribió que Dušan envió una embajada al emir otomano Orhan (alrededor de 1351) ofreciendo a su hija como esposa para uno de sus hijos y que este aceptó la oferta, pero después de que la embajada turca fuera interceptada por los bizantinos, algunos fueron asesinados y una parte fue capturada y las negociaciones no llegaron a un acuerdo. Se supone que alrededor de 1351 Dušan no pudo haber sido consciente de la amenaza turca y que lo hizo principalmente para utilizarlos en la lucha contra Bizancio.
Pronto la presencia turca en los Balcanes se hará cada vez más notoria. Ese mismo año en que se libró la batalla de Enfitión, los turcos capturaron la fortaleza de Çimpe en el lado europeo del Helesponto. Luego, después del catastrófico terremoto que ocurrió a mediados de marzo de 1354, también ocuparon la ciudad de Galípoli. A Dušan le inquietó en primer lugar la derrota de los destacamentos serbios en Enfitión, pero no pudo emprender acciones significativas en ese sentido porque en los últimos años de su reinado estuvo ocupado luchando con el Reino de Hungría en la frontera norte del Imperio serbio. Durante el conflicto con Hungría, Dušan se acercó a la Curia romana, pero no solo por el conflicto con los húngaros, sino también para organizar la lucha cristiana contra los otomanos junto con el papa. El emperador serbio esperaba que el papa lo nombraría capitán del ejército cristiano si la Iglesia serbia aceptaba esa unión. Al final, estos planes no llegaron a buen término.

### Dušan y el Monte Athos

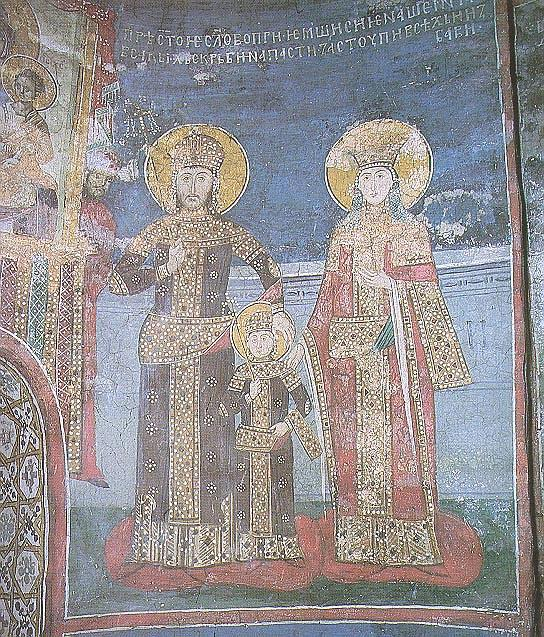
Emperador Stefan Dušan con su familia.

Después de que el Monte Athos cayera bajo el dominio de Dušan en 1345, acusó al protos griego Nefón, el jefe de todos los monasterios del Monte Athos, de mesaliano (es decir, bogomilo). Sin embargo, Nefón fue defendido por el monje Gregorio Palamás. Se cree que esta acusación tiene una motivación política, porque el emperador quería nombrar a un protos serbio, en lugar de a uno griego.

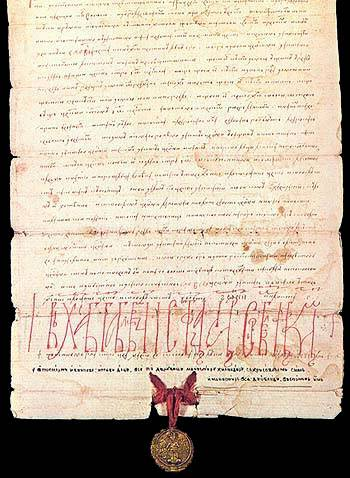
Carta del emperador Dušan en el monasterio de Hilandar.

Dušan entregó al monasterio de Hilandar la iglesia de san Nicolás en Dobrushta, cerca de Prizren, la iglesia de los Santos Arcángeles en Štip, la iglesia de san Nicolás en Vranje con asentamientos y bienes. A finales de 1347, el emperador Dušan su consorte visitaron Hilandar. La presencia de mujeres en el Monte Athos está prohibida, pero permanecieron allí junto con su hijo. El emperador Dušan dio dinero al monasterio y también reconstruyó un hospital. Además, entregó a la hermandad de Hilandar dos abrazaderas de guerra y una copa de marfil que usó personalmente. A la emperatriz Helena se le permitió convertirse en la segunda fundadora de la celda de san Sava en Karyés.

### Últimos años y muerte
Después de terminar el conflicto con Hungría, Dušan se volvió hacia el sur de su país. Pasó el invierno de 1354-1355 en Serres, y finales de la primavera y verano en Krupište, en la orilla derecha del río Bregalnica. Durante los últimos meses de su vida, se vio obligado a enviar una expedición militar a Dalmacia. Su hermana, Jelena, estaba casada con Mladen III Šubić, que murió a causa de la peste en 1348, por lo que su hermana tuvo que ocuparse de la defensa de las propiedades familiares en Omiš, Klis y Skradin. Los intereses de la República de Venecia y Hungría chocaron en esta zona, y en 1355 estalló la guerra. Con la ayuda del ban de Croacia, Nicolás Hahót, el rey húngaro capturó Omiš. Jelena todavía mantenía Klis y Skradin, pero como la situación era difícil, le pidió ayuda a su hermano. Dušan envió a sus guerreros: el jefe de los mercenarios alemanes, Palman, ocupó Klis y el duque Đuraš Ilijić se estableció en Skradin. Los venecianos ofrecieron a Dušan mucho dinero para comprar estas ciudades. Sin embargo, a pesar de que los destacamentos serbios ocuparon estas ciudades, no había posibilidades realistas de defenderlas. Por esta razón, el emperador serbio autorizó a Đuraš Ilijić a entregar Skradin a los venecianos si veía que la defensa era imposible, lo que hizo el 10 de enero de 1356. También a principios de 1356, Nicolás Hahót capturó Klis para el rey húngaro.

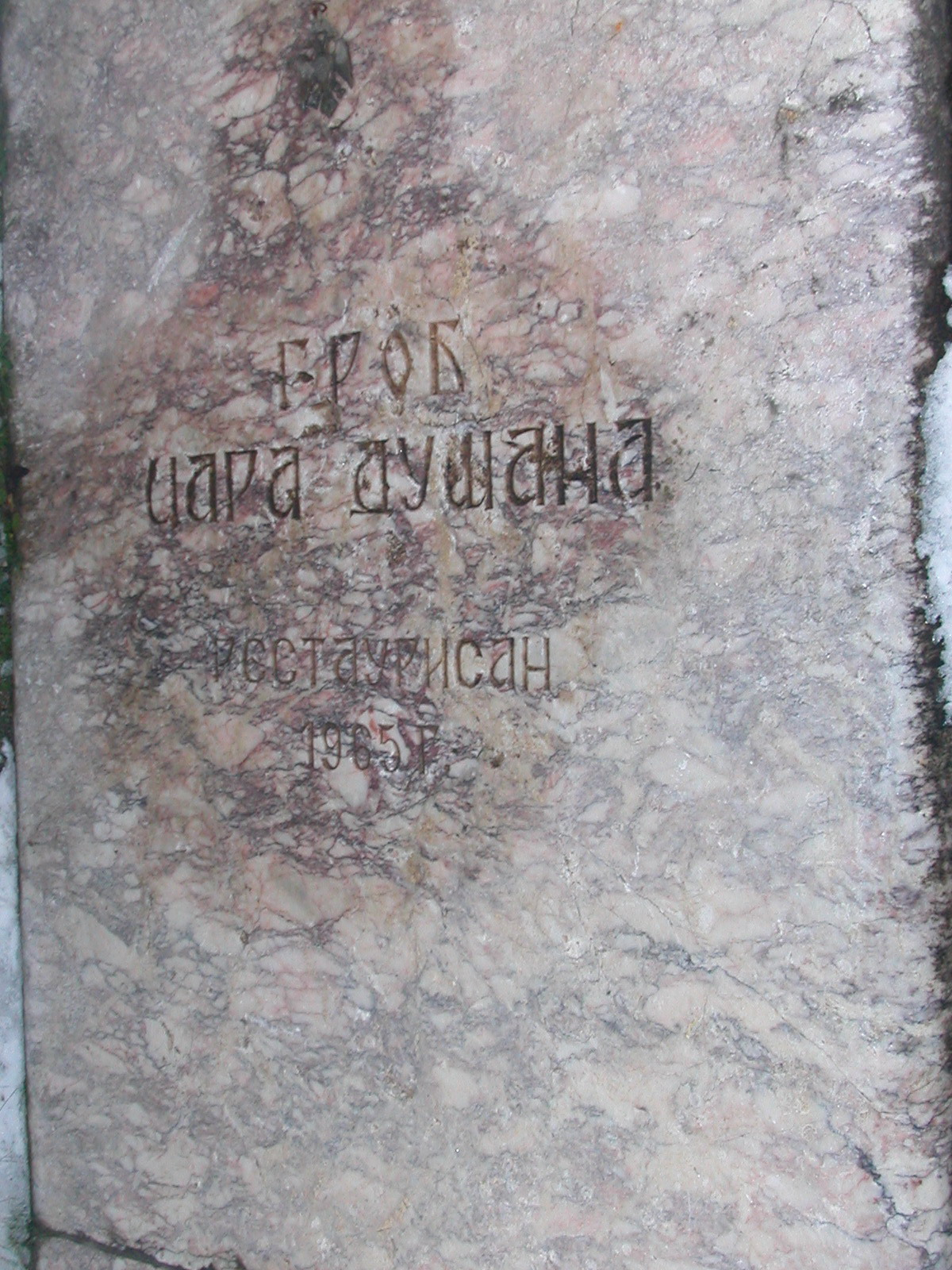
Tumba del emperador Dušan en el monasterio de los Santos Arcángeles en Prizren.

Poco se sabe sobre los últimos días de la vida del emperador Dušan. Murió el domingo 20 de diciembre de 1355. Fue enterrado en el monasterio de los Santos Arcángeles, que ayudó a fundar, no lejos de Prizren. Mavro Orbini, un historiador raguseo, dice que murió en Devol, en Albania, pero también cita informes de que falleció en Nerodimlje. Jakov Lukarević afirma que pereció en Diamboli, en Tracia, mientras se embarcaba en una nueva campaña contra los bizantinos. Ikonomidis supone que hacia el final de su reinado se produjo un nuevo conflicto entre Serbia y Bizancio, que probablemente duró hasta 1363.

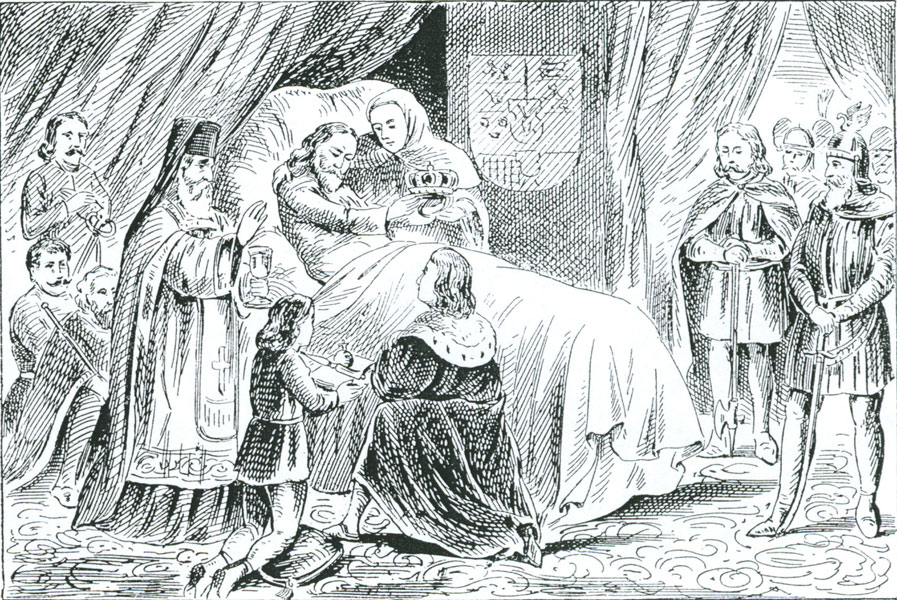
Representación pictórica de la muerte de Dušan.

## Descendencia
Con su esposa, Helena, el emperador Dušan tuvo un hijo, Stefan Uroš V, quien heredó el trono serbio como emperador. Algunos autores creen que Dušan y Helena, además de Uroš, tuvieron otro hijo, una hija de nombre desconocido, pero hoy en día generalmente se considera que tuvieron un solo hijo.

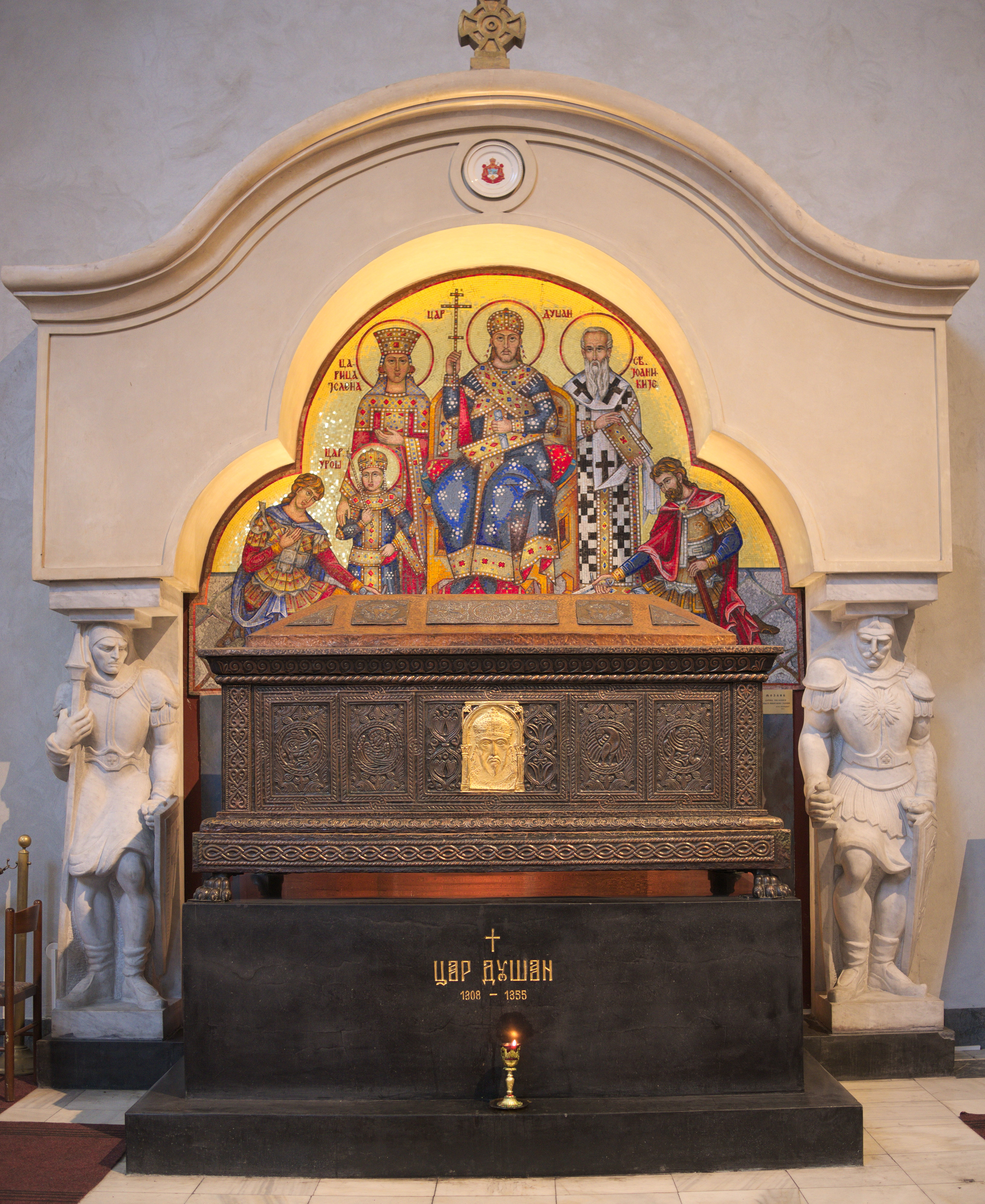
Sarcófago del emperador Dušan en la iglesia de San Marcos en Belgrado.

En 1927, cuando se llevaron a cabo excavaciones arqueológicas en el sitio del monasterio, se encontró una tumba de mármol en la parte suroeste de la iglesia, que resultó ser la del emperador. La investigación fue realizada por Radoslav Grujić. En la tumba se encontraron huesos desmembrados, que fueron trasladados al Patriarcado en Belgrado, y en 1968 fueron trasladados ceremoniosamente a la iglesia de San Marcos en Belgrado, donde aún descansan hoy.

### Actividad legislativa de Esteban Dušan

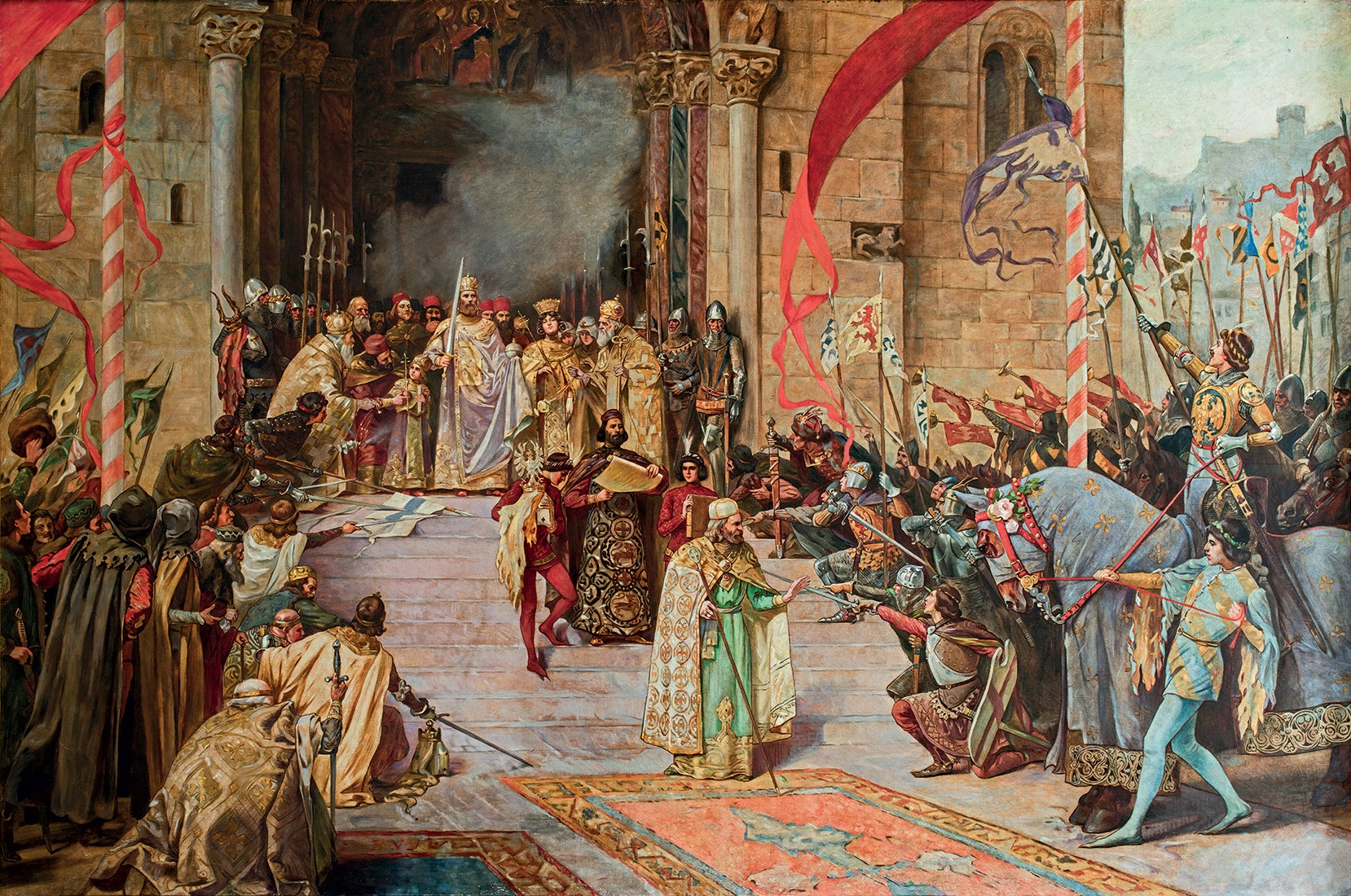
Proclamación del Código de Dušan. Obra de Paja Jovanović, 1900.

Uno de los sellos distintivos del reinado de Dušan fue la extensa actividad legislativa. Se emitieron un gran número de cartas. Ya durante el reinado de Dušan, se tradujo al serbio el Sintagma de Matija Vlastar, que es una enciclopedia legal creada en 1335. Según los entendimientos de la época, Dušan recibió el derecho a establecer leyes de carácter general y universal cuando recibió el título imperial. Dušan trató de explicar el significado de su trabajo legislativo en la carta introductoria de la primera parte del Código, donde se puede ver que los fines últimos no son solo mundanos, sino promulgar leyes justas, que brotan de la fe ortodoxa, el gobernante asegura la paz y una vida piadosa para el estado, y por lo tanto el camino a la salvación de todo el pueblo que gobierna. La primera parte del Código fue promulgada el 21 de mayo de 6857 (1349), la segunda indicción en Skopie, y consta de 155 artículos conservados. La segunda parte se publicó en el año 6862 y la séptima indicción, que corresponde a la época del 1 de septiembre de 1353 hasta el 31 de agosto de 1354. Por generalización, se suele escribir que la adición se publicó en 1354. En la segunda parte se han conservado 66 miembros. No se conocen los compiladores, y probablemente provenían del círculo de cortesanos cuyo servicio estaba relacionado con el poder judicial.
El Código original no se ha conservado y sólo se conoce sobre la base de la tradición manuscrita. El contenido del Código es diverso y trata de cubrir casi todas las áreas de la vida, pero se presta atención diferente a ciertas áreas: Serbia tenía una larga tradición legal detrás, por lo que algunas áreas estaban relativamente bien reguladas por la ley. En el Código no se repetían textualmente las antiguas disposiciones legales, ni se derogaban. Esas leyes representaban la mayor autoridad y Dušan se refiere a ellas en sus reglamentos. Las primeras 38 disposiciones se refieren a la iglesia y regulan principalmente los problemas actuales, es decir, lo que concierne a la posición y las actividades de la iglesia y sus servidores en las condiciones específicas del estado de Dušan. Un grupo de los siguientes 25 miembros se refiere a la nobleza. Aquí, Dušan y sus legisladores no tenían textos legales generales que pudieran seguir. Solo hubo una serie de actos legales individuales creados durante un largo período de tiempo, y las relaciones entre el gobernante y el gobernante estaban mayormente reguladas por las normas del derecho consuetudinario. En las demás partes del Código se nota una menor agrupación de miembros, pero no la presentación según un sistema específico que se nota en la primera parte del Código. En el sistema de castigos, los nobles eran privilegiados en relación con otras castas de la sociedad. La falta de disposiciones relacionadas con cuestiones civiles y jurídicas se explica por el hecho de que esta área se trató en la Ley de la Ciudad (parte del nomocanon), la Ley Agrícola y el Código de Justiniano. El Código de Dušan se ocupó principalmente de los problemas del derecho penal. El derecho bizantino tuvo una gran influencia en la formación del Código. Esto se refleja mejor en el principio de legalidad que se transfirió del derecho bizantino. Este principio está prescrito en varios artículos. La pregunta es cuánta influencia tuvo este principio en la práctica.

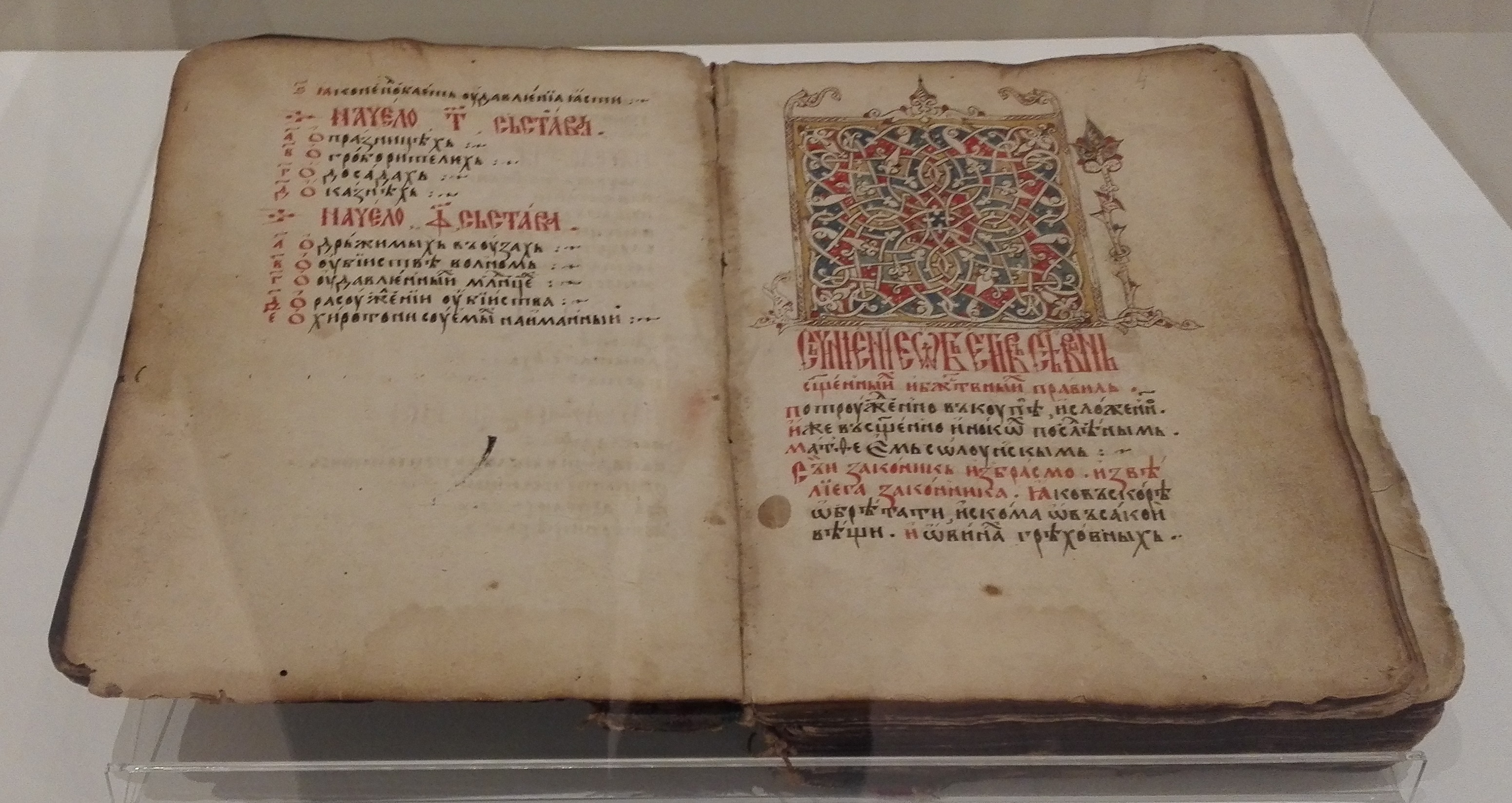
Código de Dušan.

El codificador continuó su vida mucho después de la muerte de Dušan. Ciertamente se aplicó durante la época del sucesor de Dušan, el emperador Uroš. No se sabe si fue utilizado durante las últimas décadas del estado medieval serbio. Con la caída final del estado medieval serbio bajo el dominio turco, se redujo el área donde se podían aplicar las disposiciones del Código. Había espacio para su aplicación en pequeñas áreas autónomas bajo el dominio veneciano, como Grbalj y Paštrovići. La importancia práctica se evidencia en la existencia de tres manuscritos de esta zona, así como la adaptación lingüística y terminológica a las circunstancias actuales.
El Código de Dušan (en copias antiguas se llama la Ley del Piadoso Zar Stefan), junto con el Código de San Sava, es la ley (constitución) más importante de la Serbia medieval. El Código de Dušan se creó sobre la base del Código de San Sava. En algunos artículos, el emperador Dušan se refiere directamente a este Código (artículos 6, 8, 11, 101, 109 y 196). Un tercio del Código se hizo a imitación de las normas correspondientes del derecho bizantino. Hay una gran similitud entre los artículos 171 y 172 del Código (que prescriben la independencia del poder judicial) con partes de la colección bizantina de Basilika (libro VII, 1, 16-17), que fueron una reelaboración bizantina del Código de Justiniano.

## Política religiosa
La proclamación del Imperio serbio condujo inevitablemente a cambios en la organización de la iglesia. Antes de asumir el título imperial, Dušan tuvo que elevar al arzobispo serbio al rango de patriarca y al arzobispado al rango de patriarcado. Dentro del Estado de Dušan se encontraban los territorios del extenso arzobispado serbio, el arzobispado de Ohrid y numerosos territorios bajo la jurisdicción del Patriarcado de Constantinopla. A la cabeza de Ohrid estaba el arzobispo Nicolás, quien cooperó bien con el gobernante serbio y participó en la ceremonia de coronación imperial. El primer patriarca serbio fue Juanicio, y su título se inspiró en el bizantino y se llamaba patriarca de los serbios y los griegos. Los obispados también fueron elevados al rango de metropolitanos. El patriarcado de Constantinopla reaccionó inmediatamente condenando estos cambios. La razón probablemente fue la destitución de los arzobispos que fueron designados previamente por el patriarca de Constantinopla.

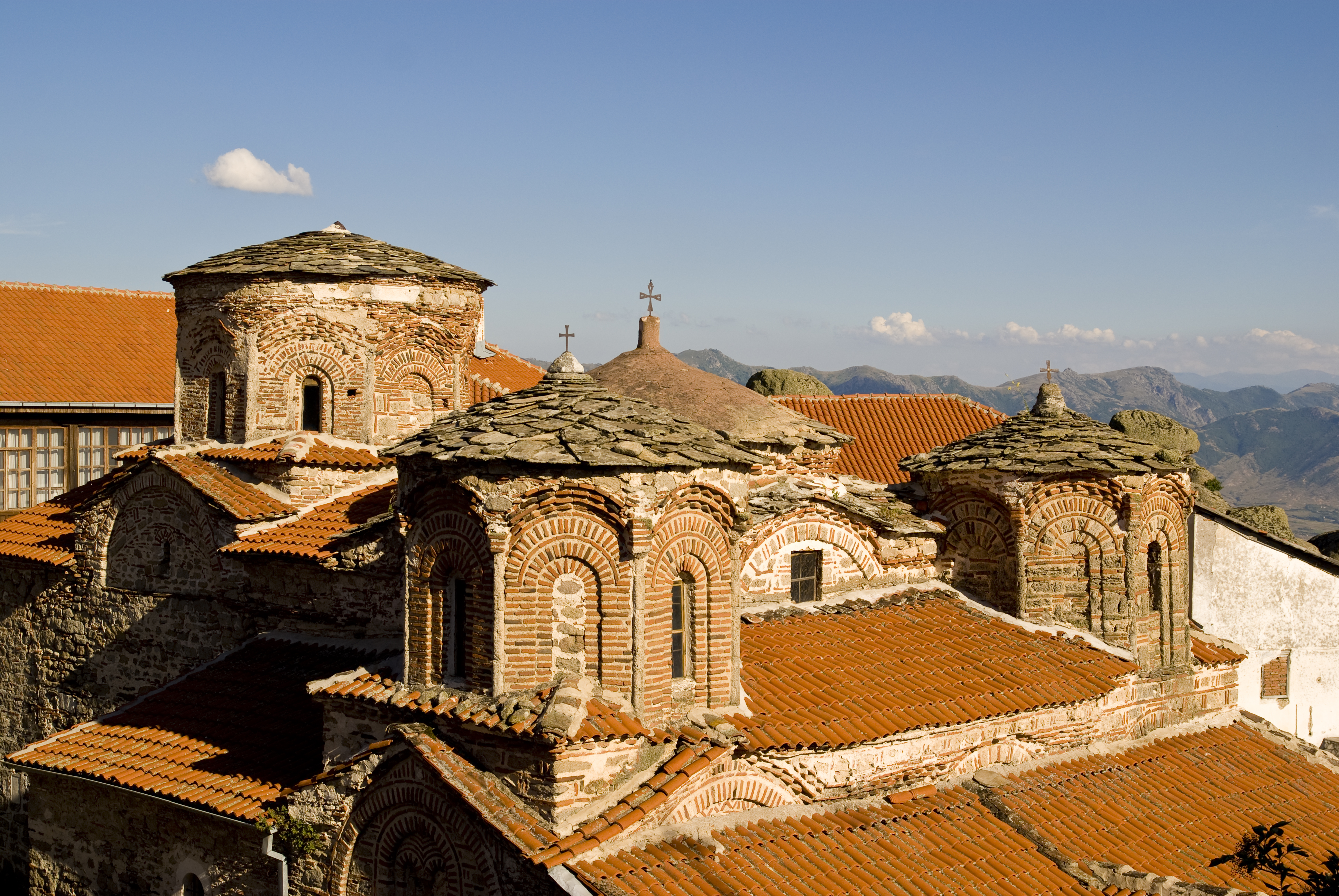
Monasterio de Treskavec, Prilep.

La oposición a estos cambios alcanzó su punto máximo en 1350, cuando el patriarca Calixto tomó la decisión de excomulgar al emperador y al patriarca serbio, lo que provocó un cisma de la iglesia ortodoxa. En los territorios bizantinos conquistados, se registró que varios arzobispos fueron reemplazados, pero sus lugares no fueron ocupados por serbios, sino por griegos que estaban listos para reconocer al nuevo gobierno. El emperador y patriarca serbio tenían que ser mencionados en las liturgias.
Uno de los centros más importantes de la espiritualidad ortodoxa, el Monte Athos, también estuvo bajo el dominio serbio. Como Dušan quería arreglar las relaciones con los monjes lo antes posible, envió a su logoteta a Athos con la tarea de negociar con el protos y su consejo en Karyés. En noviembre de 1345, se emitió la bula de oro general de Dušan a todos los monasterios de Athos. Los monjes se comprometieron a mencionar al gobernante serbio en sus oraciones, lo que en realidad significaba reconocer su autoridad. Dušan aceptó su condición de que se mencionara primero el nombre del emperador bizantino. El emperador serbio garantizó la autonomía anterior del Monte Athos y le otorgó una serie de privilegios económicos, y donó propiedades a muchos de sus monasterios; prestó especial atención al monasterio serbio de Hilandar. El nuevo gobierno serbio trajo paz y seguridad a las posesiones de los monasterios. En su Código, Dušan enfatizó su papel como protector de la iglesia y destacó su independencia. El cuidado por establecer una red uniformemente organizada de parroquias en pueblos y ciudades se puede ver en el Código. También se ocupó de iglesias y monasterios individuales desde Jerusalén y el Sinaí en el este hasta Bar en el oeste.
Además de la población ortodoxa, también vivía un cierto número de católicos en el Imperio serbio, principalmente en las ciudades costeras desde Kotor hasta Lješ. También había católicos en la corte serbia; funcionarios de Kotor y Ragusa, mercenarios, y funcionarios extranjeros. En las áreas centrales del Estado serbio, había católicos en los asentamientos mineros y comerciales que Dušan incluyó en su Código. Podían tener sus propios sacerdotes (esto se daba por sentado, por lo que no está especificado en el Código), pero estaba expresamente prohibido convertir a un creyente ortodoxo al catolicismo. No se registra que los comerciantes católicos se hayan quejado de la amenaza religiosa. Los católicos de las ciudades costeras tenían el mayor grado de autonomía.

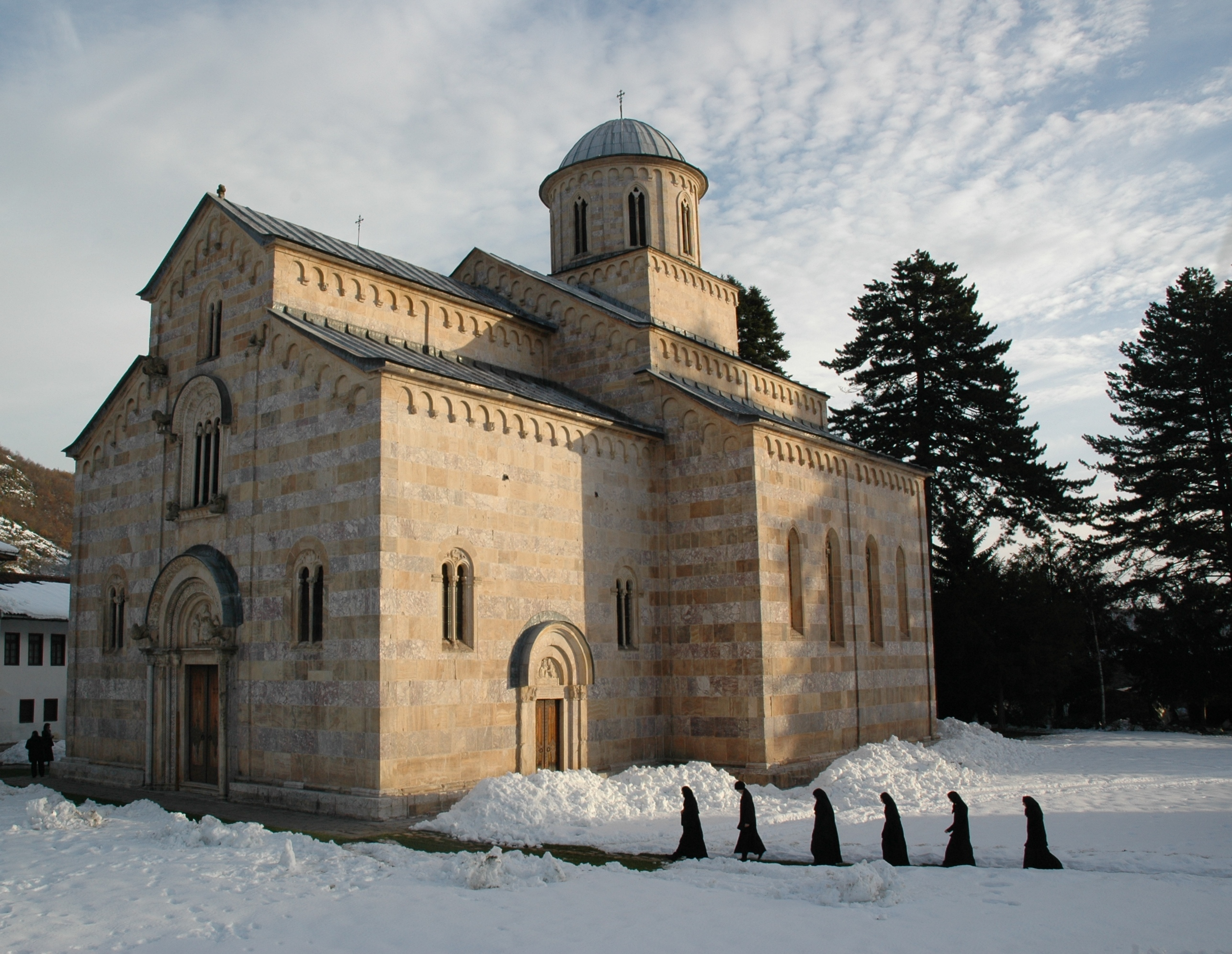
Monasterio de Visoki Dečani.

Dušan mantuvo intensos contactos con el papa. Las relaciones particularmente intensas fueron con el papa Inocencio VI, con quien negoció el reconocimiento de la primacía papal. Dušan tenía un doble objetivo: que el rey húngaro detuviera sus ataques contra Serbia y que organizara una lucha contra los turcos con la ayuda papal. Este último envió una misión a Serbia encabezada por Pedro Tomás. En la primavera y el verano de 1355, se reunió con el emperador serbio en Krupište. Philippe de Mézières dejó un testimonio sobre su estancia en la corte serbia. Según este, la estancia de Pedro Tomás en la corte serbia estuvo acompañada de numerosos inconvenientes y su misión no logró los resultados esperados. La razón del fracaso fue principalmente el cambio en la situación en la frontera entre Serbia y Hungría, donde se estableció la paz en mayo de 1355.

### Influencia como fundador
Al igual que sus predecesores, Esteban Dušan también desarrolló una amplia actividad fundacional. Primero se ocupó de los monasterios donde estaban enterrados sus padres. Al monasterio de Banjska, la fundación del rey Milutin, donde fue enterrada su madre, Dušan confirmó sus posesiones anteriores y le dio varios pueblos nuevos. Después de la coronación imperial, volvió a donar a este monasterio. Prestó mucha más atención a Dečani, la fundación de su padre. El monasterio se construyó durante ocho años (1328-1335), por lo que es seguro que la participación de Dušan en la construcción de este monasterio fuera grande. Entre 1337 y 1339, enfermó gravemente, por lo que juró que, si sobrevivía, construiría una iglesia y un monasterio en Jerusalén. En la ciudad santa había un monasterio serbio dedicado al Santo Arcángel Miguel, pero generalmente se cree que este fue construido por el rey Milutin. Este monasterio disfrutó de los ingresos de Ston, que los raguseos pagaban a los monarcas serbios. Durante la época de Dušan, había monjes serbios en el monasterio de la Virgen en el Sinaí.

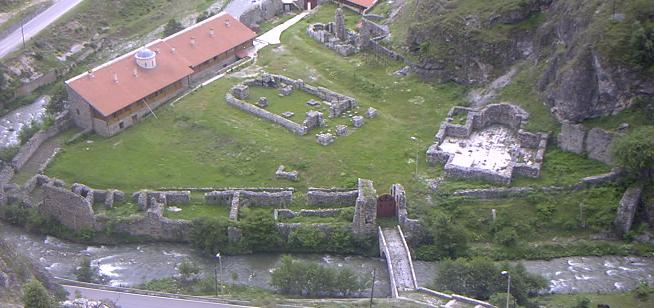
Monasterio de los Santos Arcángeles en Prizren.

La fundación principal de Dušan fue un monasterio dedicado a los santos arcángeles Miguel y Gabriel. El monasterio estaba ubicado no lejos de Prizren y el emperador fue enterrado originalmente allí. El monasterio fue construido entre 1347 y 1350, y su suelo de mosaico era especialmente admirable. En la iglesia de cinco cúpulas, la tumba del emperador se preparó con una figura reclinada del difunto, según el modelo occidental. Dušan concedió a este monasterio de muchas posesiones. Se suponía que la fortaleza de Prizren serviría como granero y tesorería del monasterio. El sucesor de Dušan, el emperador Uroš, le prestó también gran atención.

## Legado
El hijo de Dušan, Uroš V, mencionaba a su padre con respeto. No trató de reconciliarse con el patriarcado de Constantinopla, lo que inevitablemente significaría la condena de las acciones de su padre. la iniciativa de reconciliación se originó en 1368 por parte del déspota Uglješa Mrnjavčević; la jurisdicción de la iglesia bizantina se restauró en el territorio de sus posesiones. En ese momento, algunas de las acciones de Dušan seguramente fueron condenadas. La iniciativa final para reconciliar las iglesias provino del príncipe Lazar en 1375. Varios datos de esa época muestran que la Iglesia serbia aceptó el punto de vista de Constantinopla sobre la ilegitimidad de la elevación de Dušan a la posición imperial y la proclamación del patriarcado. En las décadas siguientes, durante la existencia del Estado medieval serbio, no se registró la existencia del culto al emperador Dušan. En la ideología oficial del gobernante, el emperador no fue glorificado, ni siquiera fue mencionado, pero su autoridad no decayó en los círculos seculares y se le representó de muchas maneras. Por lo tanto, su carta de 1349 se convirtió en un modelo para todos los contratos posteriores con Ragusa, y las disposiciones de esta carta se consideraron inviolables, mientras que los raguseos halagaron a sus distinguidos invitados, haciéndoles saber que entrarían en la ciudad a través de la misma puerta por la que el emperador ingresó.

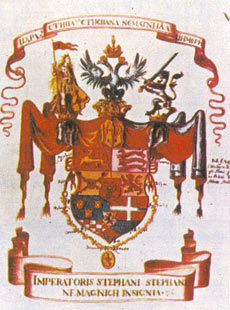
Uno de los escudos de armas del Imperio serbio, según los Armoriales ilirios.

La tradición analística posterior tenía una actitud mixta y, a menudo, contradictoria hacia el emperador Dušan. Una serie de crónicas creadas bajo la influencia de los círculos eclesiásticos tenían una actitud negativa hacia Dušan, otra era neutral y solo menciona algunos de sus logros (especialmente la actividad fundacional), y el tercer grupo insinuaba una actitud positiva posterior hacia su reinado.

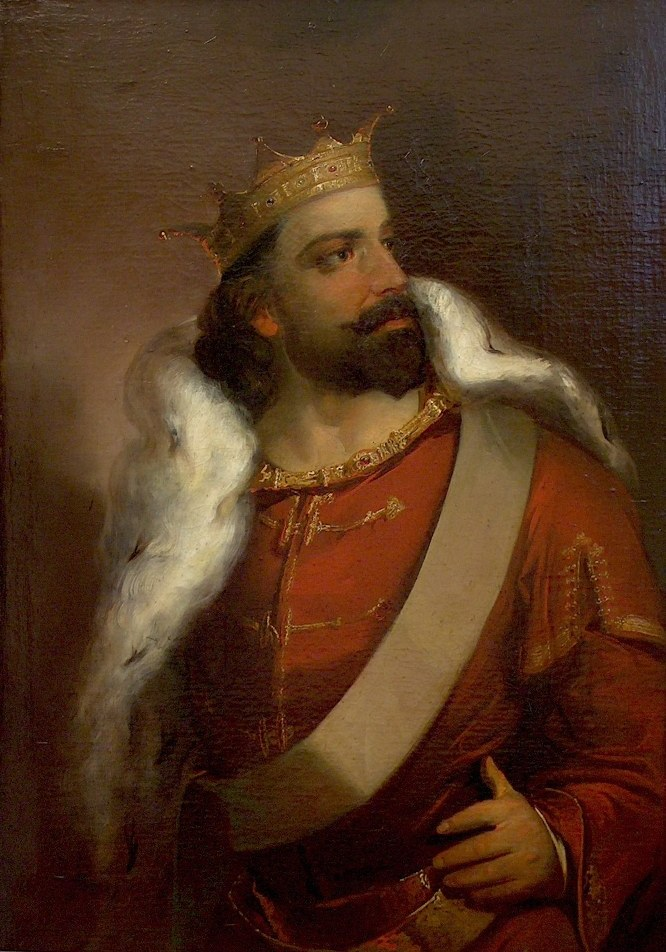
El emperador Dušan, obra de Đura Jakšić, 1857.

Además de las fuentes escritas, el pueblo serbio también nutrió una tradición oral. Constantino de Ostrovica registró una de esas tradiciones, en la que se retrata a Dušan de manera negativa, pero no por su proclamación como emperador y la condena del patriarca de Constantinopla, sino por el presunto parricidio. La poesía popular épica lo recuerda como el emperador Esteban, sin embargo, este personaje está completamente fuera de las circunstancias históricas realistas. Al igual que los gobernantes occidentales, en la poesía caballeresca, el emperador también tiene un papel episódico, y los personajes principales de los poemas son sus compañeros. En los poemas sobre Dušan aparecen muchas figuras no históricas típicas de las epopeyas populares. El patriarca Pajsije hizo la síntesis de la tradición popular y los datos de varios escritos, cuando escribió su Žitije cara Uroša (Vida del emperador Uroš); sin embargo, tiene ideas muy vagas y poco realistas sobre Dušan.

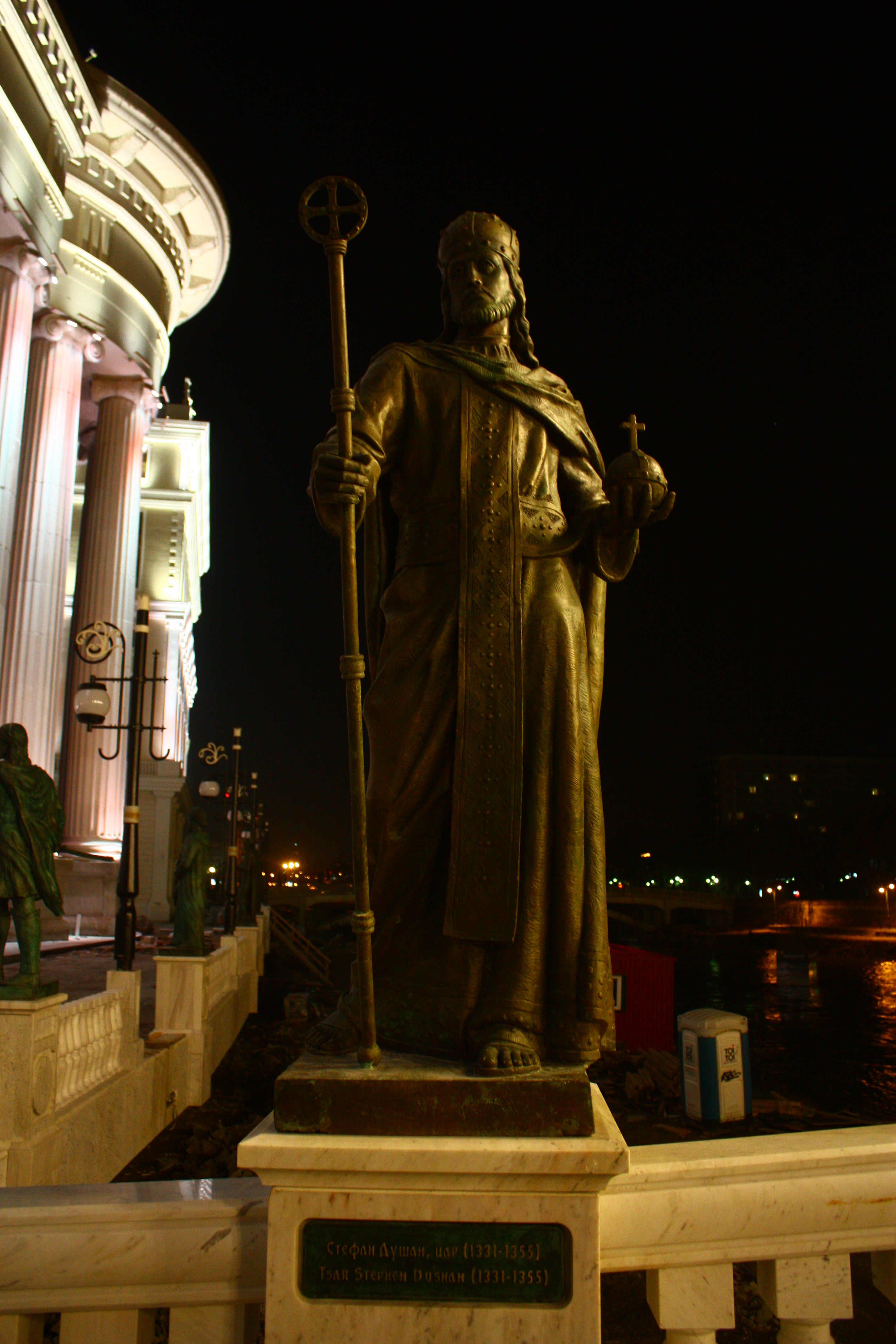
Monumento de Dušan en Skopie.

Fuera de estas tradiciones, se creó los Armoriales ilirios, un documento que influyó mucho en la visión posterior de la vida de Dušan. Fue creado en Bosnia entre 1555 y 1595 sobre la base del escudo de armas del Sacro Imperio Romano Germánico. Como paralelos a los escudos de armas del Sacro Imperio y la Monarquía de los Habsburgo, los escudos de armas de los monarcas serbios se colocaron en los Armoriales. Además del águila bicéfala, ambos escudos también contenían diez escudos de armas nacionales: Macedonia, Iliria, Bosnia, Dalmacia, Croacia, Eslavonia, Bulgaria, Serbia, Rascia y Pomorje. Este escudo representaba a Dušan y Uroš como gobernantes del antiguo Reino de Iliria. El escudo de armas sirvió más tarde para probar el origen noble y el emperador Esteban fortaleció su autoridad en la poesía popular. A pesar de la rica tradición manuscrita, la influencia de esta obra debió ser limitada debido al escaso número de ejemplares, solo se conocen 25.
Mavro Orbini incluyó e imprimió el supuesto escudo de armas de Dušan y otros nueve escudos de armas en el de Iliria en su obra El Reino de los Eslavos en 1601. Orbini describió el carácter y la obra de Dušan de manera muy positiva. El Reino de los Eslavos se imprimió en italiano y sirvió como la principal fuente de información para los académicos de Europa Occidental sobre la historia antigua de los eslavos meridionales.
El Reino de los Eslavos y el escudo de armas de Iliria se utilizaron como fuente para blasones posteriores, el más famoso de los cuales es la Stemmatografia de Pavao Ritter Vitezović (1702). No imprimió el escudo de Dušan, pero en la parte narrativa habló sobre el Imperio de Dušan. También se ocupó de retratarlo en la obra Serbia Illustrantia. En 1741, Hristofor Zhefarovich preparó una Stemmatografia en idioma serbio donde se reprodujeron todos los escudos de armas. Dušan obtuvo un lugar importante en esta parte. Un retrato del emperador se encuentra frente a la portada y muestra a un triunfante emperador-caballero con la inscripción Esteban el Poderoso. Alrededor de Dušan hay veinte escudos de armas nacionales, la mayoría de ellos con nombres de antiguas provincias. Estas representaciones heráldicas influyeron en reescrituras posteriores del Código en las que se agregan estas representaciones heráldicas. En palabras de Sima Ćirković, Dušan se trasladó de un entorno serbio real (…) a una zona balcánica-danubiana bordeada más por ficciones heráldicas que por la presencia del pueblo cristiano ortodoxo.
Los primeros escritores de la historia de Serbia, aunque enfatizaron que intentaron escribir de acuerdo con las fuentes, estuvieron muy influenciados por las ideas de su época. Intentaron conciliar dos tradiciones: una de cartas y actas oficiales y otra de genealogías y escritos narrativos. Entre los primeros historiadores, Jovan Rajić (1726-1801), proporcionó la mayor información sobre Dušan, quien le dedicó cincuenta páginas de su obra. Recopiló una gran cantidad de información sobre el emperador, pero la distribuyó mal. El trabajo de Rajić tuvo un gran impacto en el entorno cultural porque fue la principal fuente de información sobre el pasado serbio durante décadas.
Después de la restauración del Principado de Serbia en el siglo xix, se enfatizó la continuidad con el Estado medieval serbio, que experimentó sus momentos más brillantes durante el reinado del emperador Dušan. El pasado glorioso parecía garantía de un futuro brillante. Aparecieron programas políticos ambiciosos entre los intelectuales y los ciudadanos serbios en Hungría cuyo objetivo, según Jakov Ignjatović, era liberar al pueblo serbio de los turcos y restaurar su Estado, el Imperio de Dušan. Ignjatović también contribuyó al fortalecimiento del culto nacional del emperador con sus obras Dušan, srpska slava (1862) y Misli o srpskom narodu (1854-1855). Basándose en el trabajo de Rajić, moldeó el carácter de Dušan de acuerdo con los ideales de su tiempo. Según él, los turcos, no Bizancio, eran el principal oponente de los serbios.
La restauración del Imperio de Dušan ganaría su lugar en los programas políticos del Principado de Serbia con Ilija Garašanin como su representante. En muchos círculos serbios, tanto en el principado como en los Imperios otomano y austro-húngaro, la restauración del Imperio serbio se consideraba el ideal supremo de la política serbia.